# Peinture napolitaine du XVIIe siècle

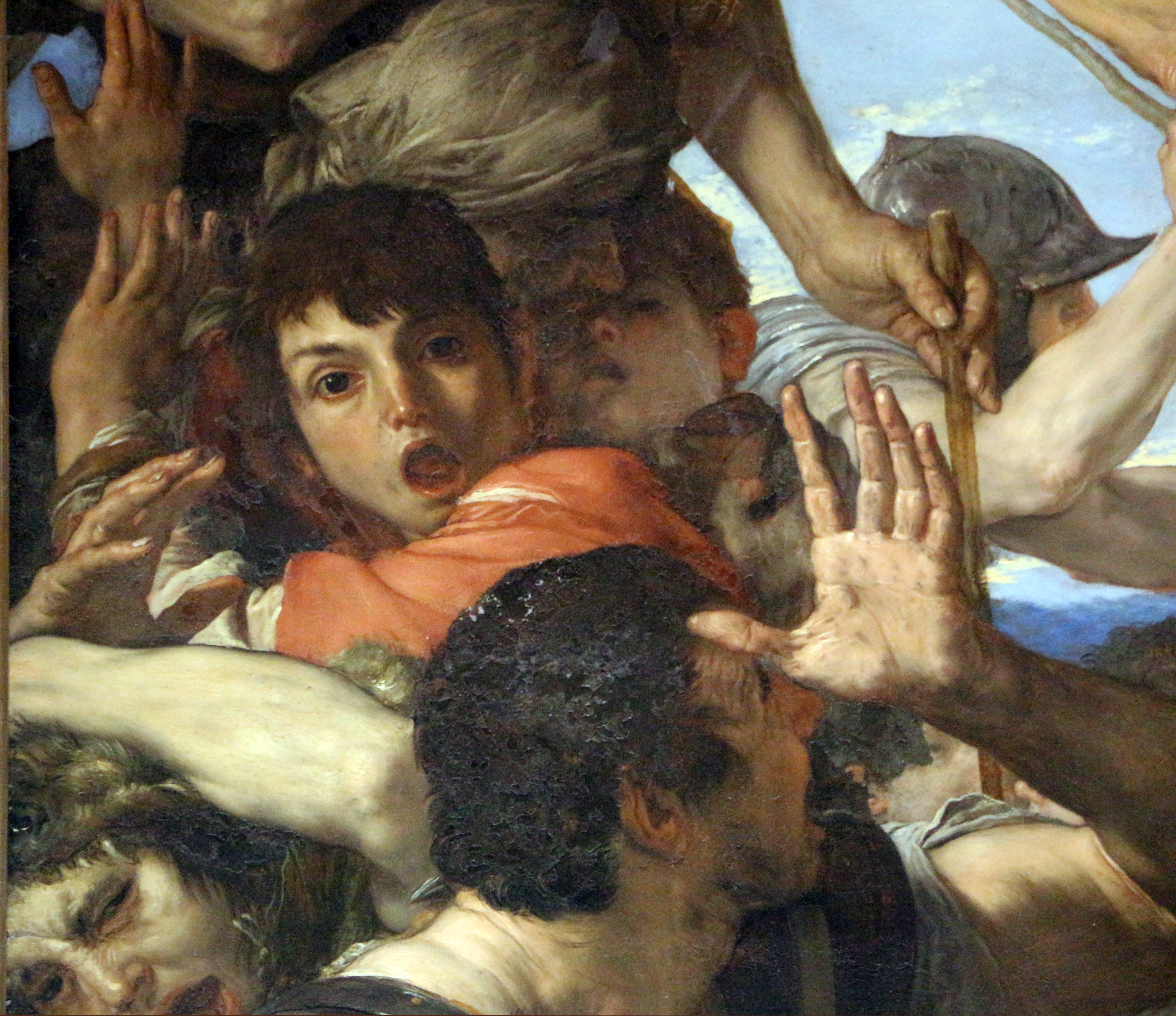
José de Ribera, San Gennaro sort indemne du four, détail, 1643-1647, chapelle du Trésor de San Gennaro, Naples.

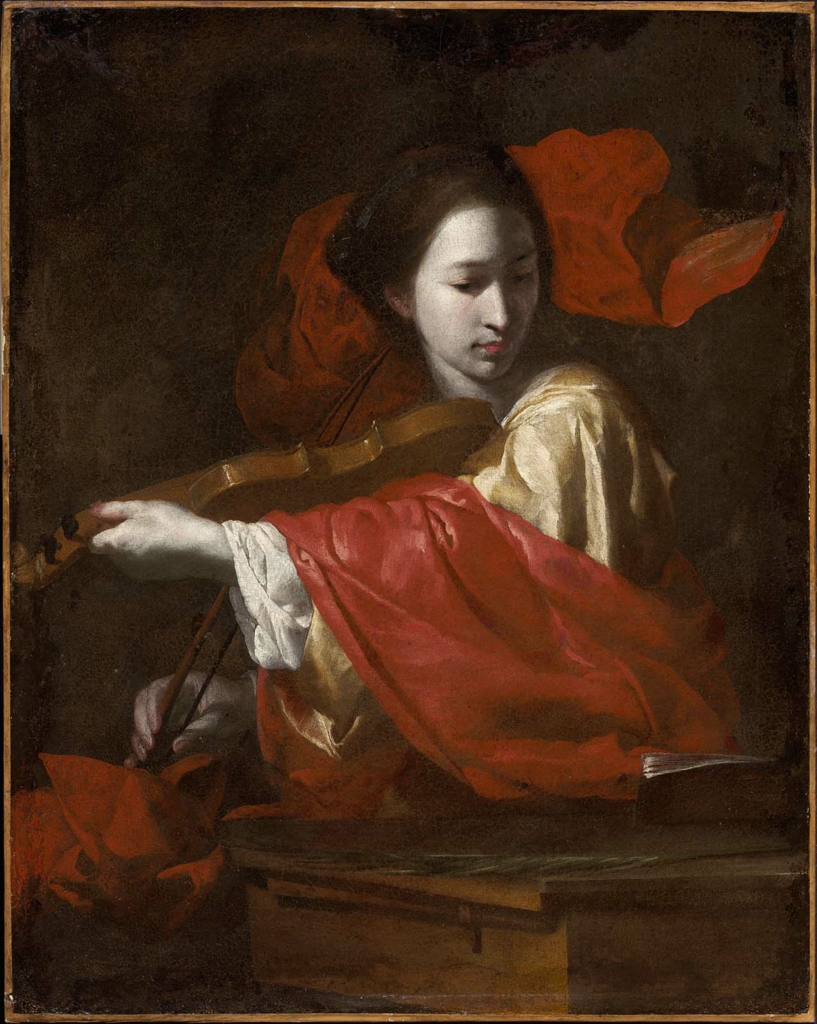
Bernardo Cavallino, Sainte Cécile, 1645, musée des Beaux-Arts, Boston).

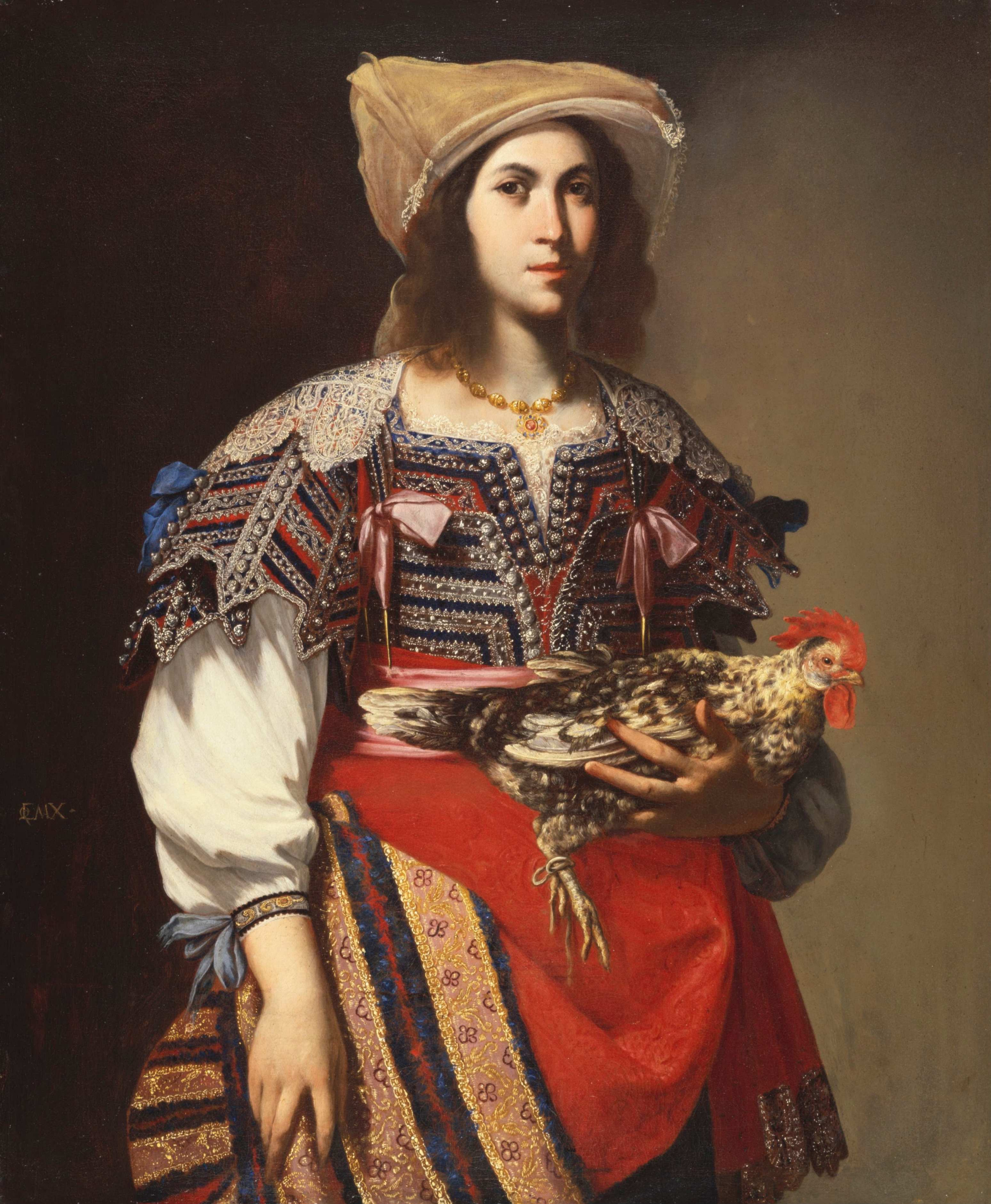
Massimo Stanzione, Portrait d'une femme napolitaine en costume populaire, 1635, musée des Beaux-Arts de San Francisco.

La peinture napolitaine du XVIIe siècle, également connue sous le nom de « XVIIe siècle napolitain », est la période historique au cours de laquelle la peinture locale atteint à Naples un niveau de qualité qu'elle n'a jamais eu les années précédentes, lorsque la ville acquiert une autonomie et une conscience artistique suffisante pour la faire connaître sur la scène européenne.
Au cours du siècle, la ville est la destination d'un groupe important d'artistes déjà célèbres sur le continent et voit apparaitre un grand nombre de peintres locaux qui donnent naissance à divers mouvements picturaux qui vont du caravagisme au classicisme, en passant par le baroque, jusqu'à la peinture de paysages et de batailles, et par les natures mortes. La période est également définie par l'historiographie officielle comme le « siècle d'or de la peinture napolitaine ».

## Contexte historique
Entre le dernier quart du XVIe siècle et la première décennie du XVIIe siècle, Naples est marquée par un important ferment culturel, initié et promu par les philosophes, écrivains et scientifiques « locaux » Giordano Bruno, Giambattista Marino, Bernardino Telesio, Tommaso Campanella, Giambattista della Porta, Nicola Antonio Stigliola, Giovan Giacomo Staserio, Luca Valerio, Francesco Fontana et d'autres, qui se propagera ensuite de Rome à Paris, jusqu'à se répandre dans toute l'Europe.
Au cours de ces années, la ville passe du statut de ville « médiévale » à la deuxième ville la plus peuplée d'Europe après la capitale française, grâce également au nouvel urbanisme apparu dans la ville vers le milieu du XVIe siècle, sous le règne de Pierre Alvarez de Tolède (1484-1553), lorsque se produit une expansion du tissu urbain vers la partie orientale du noyau historique. Ceci s'accompagne également des nouveaux besoins religieux nés du concile de Trente (1542-1563), qui provoquent la naissance de nouveaux ordres religieux « réformistes », comme l'ordre des Théatins, la congrégation de l'Oratoire et la compagnie de Jésus, et nécessitent la rénovation et l'agrandissement de bâtiments ecclésiastiques et monastères préexistants, tels que les monastères bénédictins, franciscains, dominicains, chartreux, augustins et carmélites.
Ce contexte, accompagné également de divers événements cataclysmiques et historiques qui caractérisent tout le siècle et qui conditionnent l'évolution socioculturelle de la ville, favorise l'éclosion des activités liées à l'ameublement et à la décoration des intérieurs des structures religieuses, qui sont nouvellement édifiées ou qui nécessitent une restauration en raison des dommages subis plutôt que d'être reconstruites. Peintres, sculpteurs, ébénistes, plâtriers, orfèvres, doreurs, carreleurs et tisserands sont appelés à travailler dans les différents édifices pour réaliser des interventions en accord avec l'évolution du goût de l'époque : les artistes, tant d'origine locale qu'italienne ou européenne, s'alignent, surtout en matière de peinture, sur la « maniera » imposée par l'Église catholique au Concile de Trente, avec des iconographies qui oscillent entre le dévot et le narratif/didactique.
Les trente premières années du siècle coïncident avec la période qui donne naissance au courant du caravagisme napolitain, dont le développement est dû au grand nombre de peintres locaux qui sont devenus les héritiers, directement ou indirectement, de la leçon du Caravage, qui séjourne à Naples entre 1606 et 1610 à plusieurs reprises pour développer et faire évoluer son art. L'éruption du Vésuve en 1631 entraîne l'apparition ou la reconstruction de divers lieux de culte à partir du milieu des années 1630, marquée par un retour du goût classique et à l'éloge des saints, notamment du saint patron de Naples, saint Janvier de Bénévent, qui aurait eu le mérite d'intercéder en faveur de la ville pour arrêter l'éruption volcanique, comme les commissions pour la chapelle du Trésor de la cathédrale Notre-Dame-de-l'Assomption de Naples. 
La peinture locale a également l'occasion de regarder au-delà des frontières italiennes, grâce à l'attention du mécénat de l'époque, qui introduit des œuvres dans les collections privées des palais napolitains, ce qui donne également impulsion et vivacité aux mouvements néo-vénitiens qui entre-temps s'ouvrent sur le panorama artistique napolitain, comme dans le cas de la collection Roomer et de la collection Vandeneynden, de loin la plus prestigieuse de la ville au XVIIe siècle, dont les propriétaires flamands ont fait fortune dans la ville également grâce à l'échange de toiles de Flandre, apportant ainsi de nouveaux styles et de nouvelles cultures à la scène urbaine, qui sert d'école à toute la génération contemporaine de peintres (le Banquet d'Hérode de Rubens a appartenu aux deux collections), ou comme dans le cas de la collection D'Avalos, qui a le mérite de remettre à la mode la peinture de scènes mythologiques, peintes sous l'influence de Titien,.
Dans la seconde moitié du siècle, après les soulèvements anti-espagnols de 1647-1648 menés par Masaniello et la grande peste de Naples de 1656, la peinture acquiert un poids spécifique plus large et plus pertinent dans le tissu social et politique, en dépassant la marginalité dans laquelle elle avait été confinée jusque-là, poussée principalement par des aristocrates plus éclairés, actifs à Naples, comme la famille d'Avalos ou les deux hommes d'affaires Gaspar Roomer et Ferdinand van den Eynde (1er marquis de Castelnuovo), qui commandent des œuvres pour leurs chapelles privées ou pour leur palais, tandis que la majorité de la population, dans la pauvreté, est « distraite » par des pratiques superstitieuses, des fêtes religieuses et patronales et des événements « miraculeux ». Dans cette période, le sens attribué à la peinture se rapproche, avec un net retard dans le temps, de ce qui se passe déjà depuis des décennies à Rome et, par conséquent, du consensus social généralisé et de l'exaltation à travers les images des rôles dominants.
Dans la seconde moitié du XVIIe siècle, la peinture napolitaine apparaît plus en phase avec le style baroque romain et émilien, ainsi qu'avec la peinture vénitienne, Mattia Preti et, surtout Luca Giordano, étant les principaux moteurs de cette manière : les compositions se caractérisent par de grands cycles de fresques lumineuses et tourmentées pour les édifices de culte et les lieux publics de la ville, avec des saints et des Vierges agissant comme les médiateurs entre le peuple et le divin.

## Le caravagisme napolitain (1606-1635)

### Arrivée du Caravage à Naples
Le XVIIe siècle s'ouvre avec l'arrivée dans la ville du Caravage (1571-1610), fuyant Rome pour avoir commis le meurtre de Ranuccio Tomassoni da Terni, qui bouleverse complètement les goûts et les méthodes de peinture de l'époque. Même si certains peintres napolitains ayant vécu entre le XVIe et le XVIIe siècle n'ont jamais subi l'influence du Caravage, restant orientés vers le maniérisme, comme Giovanni Bernardino Azzolini (1572-1618), Ippolito Borghese (1568-v. 1630), Teodoro d'Errico (1544-1645), Giovanni Vincenzo Forlì (1580-1625), Belisario Corenzio (1558-1646), Giovanni Balducci (1560-1631) et Fabrizio Santafede (v. 1555-1626), la plupart des artistes locaux montrent cependant qu'ils saisissent pleinement, même avec des réinterprétations et de l'originalité, les aspects naturalistes et modernes de la peinture du Caravage, même s'il n'effectue que deux séjours dans la ville, de 1606 à 1607 et de 1609 à 1610. 
Fabrizio Santafede est considéré par la critique comme marquant le « tournant » de la peinture napolitaine avant et après l'avènement du style du peintre lombard, dont il n'est cependant pas exempt d'inspiration, comme par exemple dans la toile de Saint Pierre ressuscitant Tabitha (1612 ) pour l'église de Pio Monte della Misericordia, où la figure au premier plan de l’homme au dos nu apparaît comme la reprise évidente de l’œuvre du Caravage exécutée pour le maître-autel de la même église, qui sera reprise dans les années suivantes également par d’autres artistes napolitains, dont Battistello Caracciolo, Massimo Stanzione et Cesare Fracanzano. L'arrivée de Caravage à Naples constitue donc une véritable évolution non seulement pour le milieu napolitain mais aussi pour l'artiste lombard lui-même, qui change de style par rapport à ses années romaines, devenant de plus en plus douloureux et dramatique dans les représentations des personnes humaines.

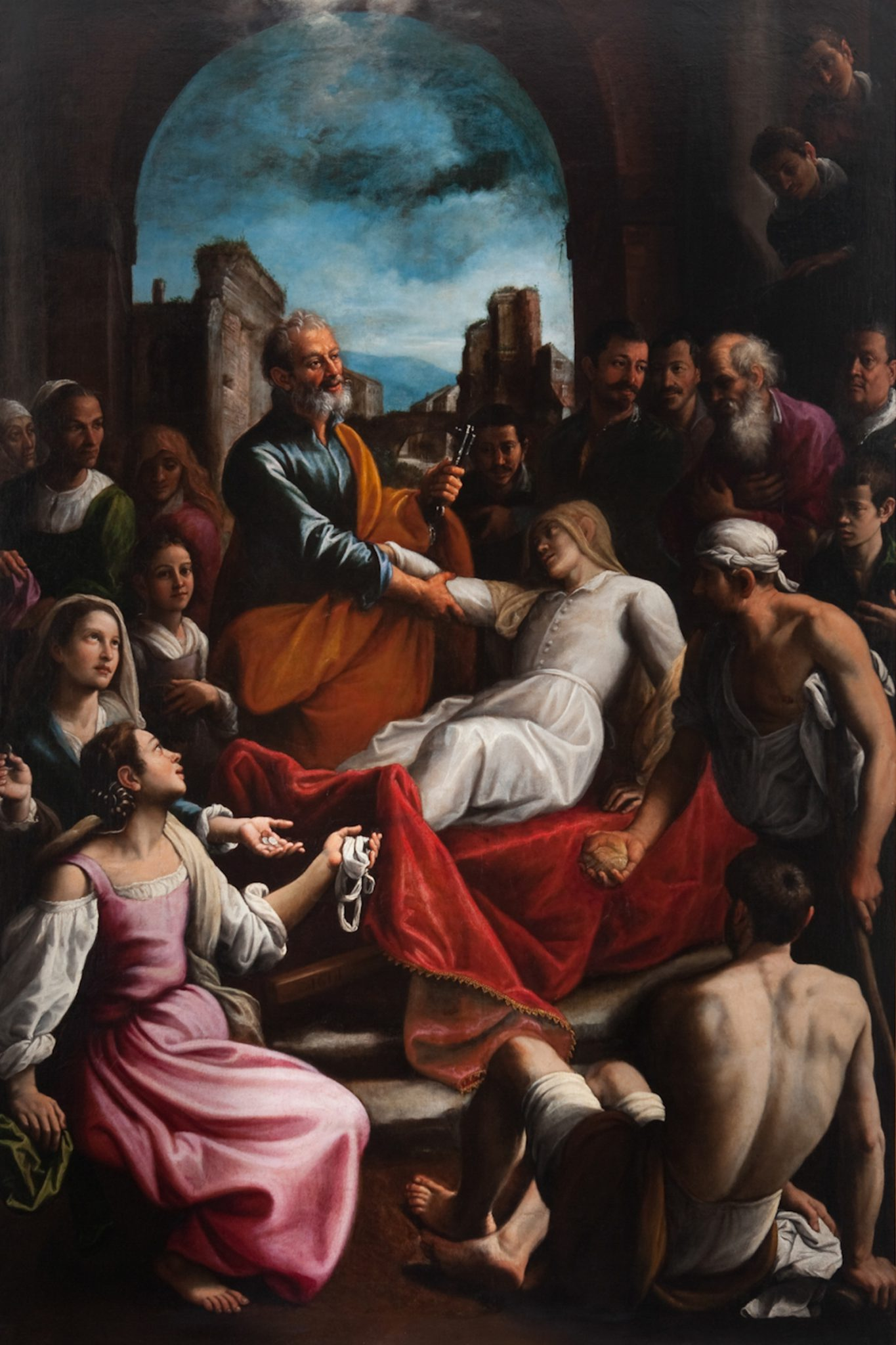
Fabrizio Santafede, Saint Pierre ressuscitant Tabitha, 1612, Pio Monte della Misericordia, Naples.
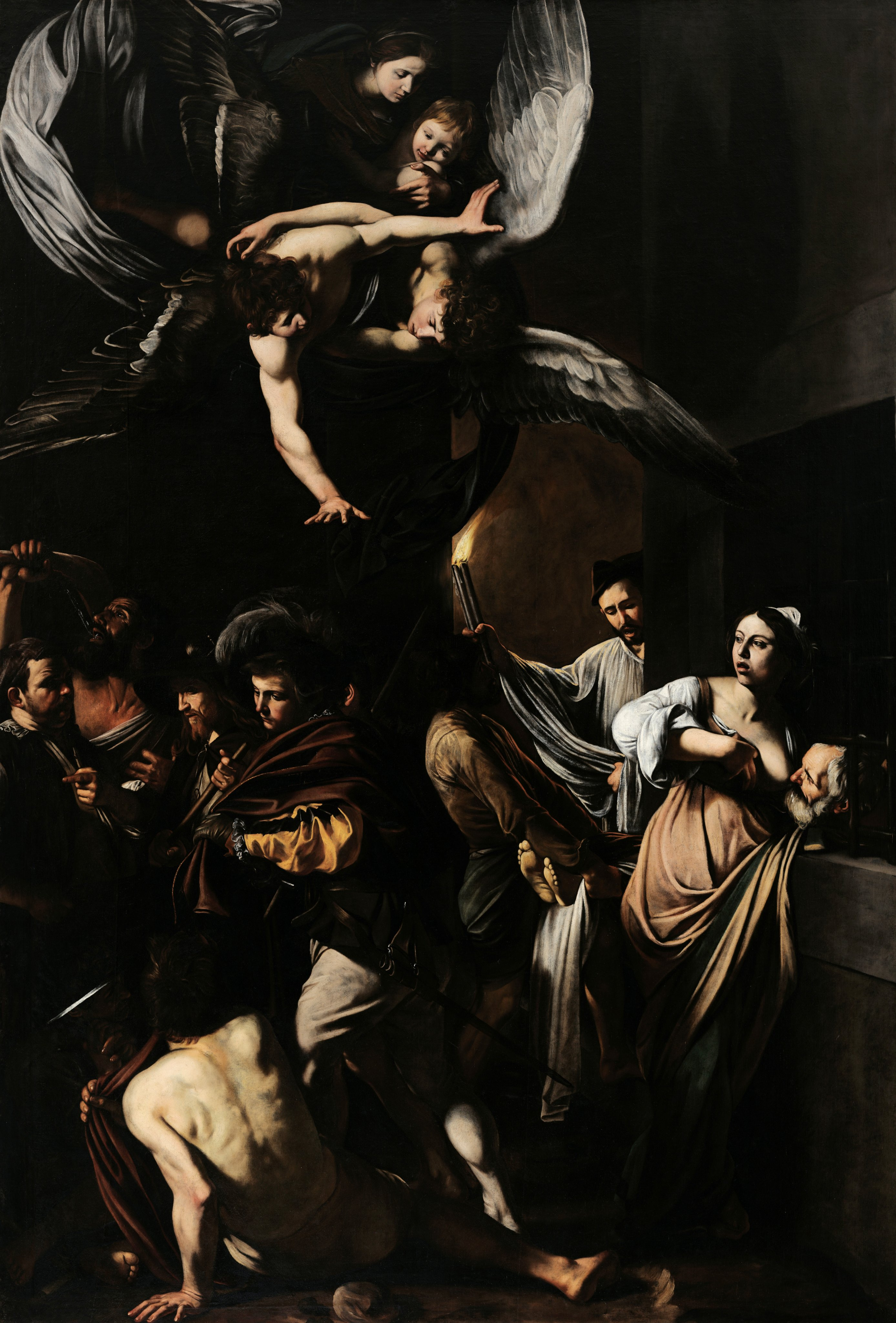
Le Caravage, Les Sept Œuvres de miséricorde, 1606-1607, Pio Monte della Misericordia, Naples.

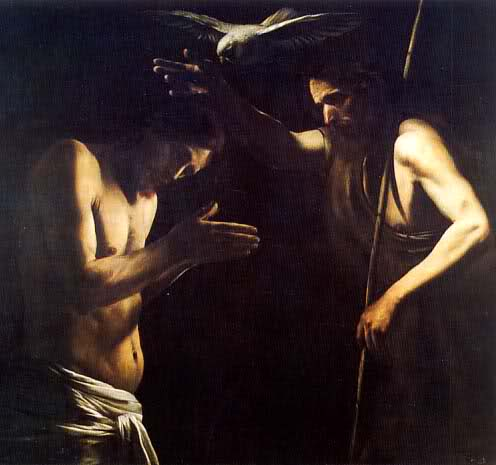
Battistello Caracciolo, Le Baptême du Christ, entre 1610 et 1615, Quadreria dei Girolamini, Naples.

Le grand retable des Sept Œuvres de Miséricorde (1606-1607) pour le maître-autel du complexe religieux du même nom dans le Decumanus maximus (Naples) est la première œuvre que Caravage réalise à son arrivée à Naples, où il réussit à reprendre toutes les œuvres de miséricorde reconnues des textes évangéliques dans une seule composition, et qui a pour décor une ruelle napolitaine bondée et sombre. Déjà célèbre dans le milieu napolitain en raison de son passé romain, Caravage se retrouve chargé de commandes de la part de la noblesse locale après l'exécution du retable, qui entend exploiter l'opportunité d'avoir un peintre d'une telle envergure dans la ville. Sa deuxième œuvre napolitaine, La Flagellation du Christ (1607), remonte aux mêmes années, avec de nouveau le naturalisme dramatique de la scène prédominant sur le ton dévotionnel de celle-ci, commandée par la famille De Franchis pour la chapelle familiale du même nom dans l'église San Domenico Maggiore, puis déménagée plusieurs fois dans d'autres salles de la même église et conservée dans les collections du musée de Capodimonte depuis le début des années 1980.
Durant sa période napolitaine, l'intention du peintre de montrer la réalité telle qu'elle est, avec grossièreté et réalisme, s'accentue à travers l'utilisation de personnages misérables et violents exclus de la vie napolitaine, qui à plusieurs reprises servent de modèles pour ses compositions scénographiques. 
Un grand nombre d'œuvres réalisées par le peintre lombard remontent à ses deux séjours napolitains, parmi lesquelles, outre les deux toiles déjà mentionnées figurent : La Madone du Rosaire au musée d'Histoire de l'art de Vienne, une autre version de La Flagellation du Christ, Le Christ à la colonne au Musée des Beaux-Arts de Rouen, Le Crucifiement de saint André au Cleveland Museum of Art, L'Annonciation au musée des Beaux-Arts de Nancy, Le Reniement de Saint Pierre du Metropolitan Museum of Art de New York, les deux versions de David avec la tête de Goliath (une au musée de Vienne et une à la galerie Borghèse à Rome), Saint Jean-Baptiste également à la galerie Borghèse et Le Martyre de sainte Ursule au palais Zevallos à Naples.

### Première lignée de disciples du Caravage

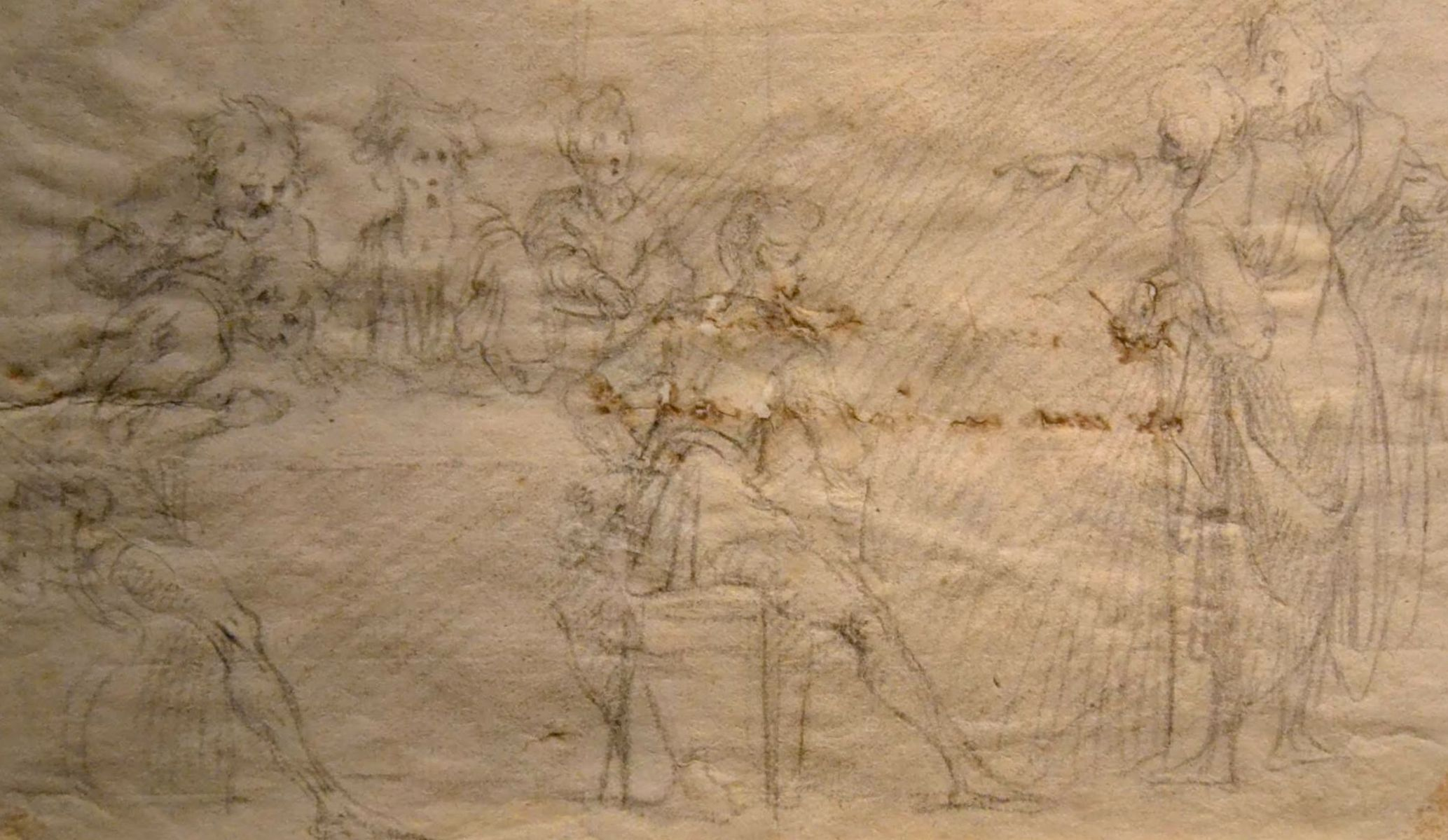
Dessin de Belisario Corenzio reproduisant La Vocation de saint Matthieu du Caravage, musée de Capodimonte, Naples.

Le milieu artistique napolitain ne semble pas indifférent aux solutions du Caravage, en effet, certains artistes semblent avoir déjà assimilé ses méthodes avant l'arrivée du peintre lombard à Naples, surtout Battistello Caracciolo, élève dans l'atelier napolitain de Fabrizio Santafede, et le maniériste Belisario Corenzio, ce dernier peintre essentiellement dédié à la fresque, et donc probablement aussi pour cette raison non impliqué dans les changements artistiques qui  affectent le siècle. Caracciolo se montre particulièrement proche des expressions du Caravage dans l'utilisation des nuances de lumière et d'ombre, également grâce à ses voyages et études entrepris à Rome quelques années avant l'arrivée du Caravage à Naples, où il a pu admirer quelques œuvres du maître lombard ou en tout cas de ses disciples à Rome.

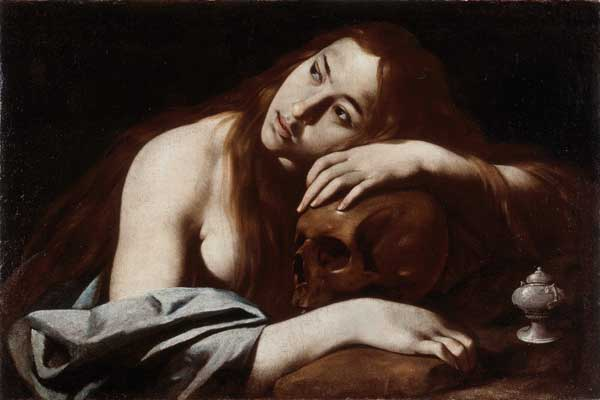
Carlo Sellitto, Madeleine pénitente, 1610, musée de Capodimonte, Naples.

S'il est vrai que l'historiographie officielle désigne Carlo Sellitto comme le « premier caravagesque napolitain », il est également vrai que Caracciolo est celui qui, avec José de Ribera, sait, dans l'environnement napolitain, le mieux s'approprier la peinture du Caravage, avec également une réinterprétation personnelle de son style. Les œuvres de Carlo Sellitto (1581-1614), artiste originaire du Basilicate, formé à Naples dans l'atelier du flamand Louis Croys, n'ont cependant pas toujours la qualité de la peinture de Caracciolo, à tel point qu'il est mieux connu comme portraitiste, étant même le portraitiste le plus recherché par l'aristocratie napolitaine . En tant que peintre de retables, ses œuvres les plus réussies sont celles de la Madeleine pénitente, de Saint Charles Borromée en prière et de Sainte Cécile avec les anges, tous trois au musée de Capodimonte, ainsi que l' Apparition de la Vierge à sainte Candide dans l'église Sant'Angelo a Nilo, l' Adoration des Bergers à hôpital des Incurables (Naples), la Crucifixion de l'église Santa Maria in Cosmedin (Naples) et Saint Antoine avec l'Enfant pour l'église détruite de San Nicola alla Dogana et maintenant dans la basilique de la Mère-Couronnée-du-Bon-Conseil de Naples. Cependant, la mort prématurée de Sellitto, survenue à l'âge de 33 ans seulement, ne lui permet pas de consolider son rôle sur la scène napolitaine, qui reste néanmoins particulièrement importante.
Battistello Caracciolo (1578-1635) a l'occasion de nouer un véritable lien direct avec Caravage, qui devient le dernier modèle de référence pour le peintre napolitain, avec lequel il a également un sentiment d'amitié, et qui est pour la maître celui qui se rapproche le plus d'un élève. Caracciolo est parmi les plus influencés par Le Caravage, qui conçoit parmi les œuvres les plus proches de la matrice caravagiste tout autour de la première décennie du XVIIe siècle (dont certaines sont presque contemporaines du premier retable du Caravage dans la ville, preuve du fait que Caracciolo a eu connaissance de la peinture de Caravage avant même l'arrivée du peintre lombard à Naples, donc déjà lors de certains de ses voyages d'études effectués à Rome au début du  siècle) : l'Immaculée Conception avec les saints Dominique et François de Paul (1607-1608) pour l'église Santa Maria della Stella, qui a des similitudes avec le retable du Martyre de Saint Matthieu que Caravage a exécuté pour la chapelle Contarelli de l'église Saint-Louis-des-Français de Rome à Rome, les deux versions de l' Ecce Homo, une au musée de Capodimonte et une au musée de l'Ermitage, le Baptême du Christ (daté entre 1610 et 1615) à la Quadreria dei Girolamini, la Crucifixion du Christ du musée de Capodimonte (anciennement dans l'église de l'Annunziata), qui reprend Le Crucifiement de saint André du Caravage dans le dessin de trois quarts de la scène, la Libération de saint Pierre pour le Pio Monte di Misericordia, exécuté en 1615 après un nouveau voyage à Rome réalisé par le peintre napolitain, resté dans l'atelier d'Orazio Gentileschi, dans lequel, ainsi que pour la toile de Santafede pour la même église, les analogies et les points de similitudes avec le retable du Caravage placé sur l’autel central et avec la Sainte Famille (1617) dans l'église de la Pietà dei Turchini semblent presque évidents (comme l'homme nu de derrière placé au premier plan).
Des voyages ultérieurs à Rome d'abord puis à Florence, effectués vers 1618, permettent à Caracciolo de développer son propre style, purement caravagiste, grâce aux études des peintures des Carracci au palais Farnèse et de Pontormo et Bronzino, s'éloignant ainsi légèrement de ses contemporains napolitains, dont certains restent encore liés au premier caravagisme pur, comme Filippo Vitale ou le jeune José de Ribera, arrivé à Naples entre-temps en 1616, tandis que d'autres font encore partie du maniérisme tardif, comme Fabrizio Santafede, Giovanni Bernardino Azzolini et Belisario Corenzio. Ses grandes compositions, de manière plus ou moins évidente, continuent de montrer les influences de la première période du Caravage à Naples, comme le retable de la Madone d'Ognissanti (1618-19) dans la cathédrale de Stilo, le Christ à la colonne (1618-20) au musée de Capodimonte, le Miracle de saint Antoine de Padoue (vers 1622) pour l'église San Giorgio dei Genovesi et maintenant au musée de Capodimonte, la Vierge de la purification de l’âme avec les saints François et Claire (entre 1622 et 1625) pour l'église de Santa Chiara de Nola (en dépôt au musée de Capodimonte), le Lavement des pieds (1622) et l' Adoration des Mages (1626) pour la chartreuse Saint-Martin, les fresques avec le Histoires de Consalvo di Cordoba (1622-29) pour la chambre du Grand Capitaine du palais royal de Naples, où son ami Caravage est également représenté parmi les personnages, et enfin de la Décapitation de San Gennaro (1631) et le Martyre de San Gennaro (1631), avec aussi les fresques sur les histoires du saint, dans la chapelle du même nom de la chartreuse de Saint-Martin.

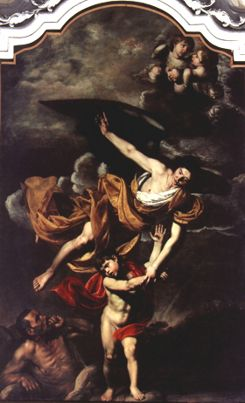
Filippo Vitale, Ange gardien, première moitié du XVIIe siècle, église de la Pietà dei Turchini, Naples.

Filippo Vitale (1585-1650) et Paolo Domenico Finoglia (1590-1645) se situent également dans la toute première génération des caravagesques napolitains. Le premier est un peintre local prolifique qui, comme Caracciolo, est d'abord naturaliste et s'oriente ensuite vers une peinture plus lumineuse dans les dernières années de sa vie. Élève dans l'atelier de Sellitto, il épouse en 1612 ,la veuve De Rosa, la mère de Pacecco de Rosa, qui devient plus tard également un peintre classique de scènes mythologiques et sacrées, très recherchées par l'aristocratie napolitaine. Plusieurs œuvres de Vitale rappellent Caravage, Caracciolo ou encore le jeune mais déjà établi José de Ribera, comme la Libération de saint Pierre de prison au musée d'Arts de Nantes (vers 1610), attribuée à tort dans le passé au Caravage d'abord, puis à Caracciolo, le Sacrifice d'Isaac (vers 1610) et les Saint Nicolas, Saint Gennaro et Saint Sévère (vers 1610) tous deux conservés au musée de Capodimonte, l' Ange Gardien (première moitié du XVIIe siècle) pour l'église de la Pietà dei Turchini et la Pentecôte (1618) pour l'église de l'Annunziata de Capoue.
Formé dans l'atelier d'Ippolito Borghese et suivant les méthodes de la première manière de Vitale, Finoglia est particulièrement actif au début de sa carrière à Lecce, où il peint plusieurs toiles sur les Histoires d'Abraham (1610) pour l'église du Rosario. Par la suite, sa présence à Naples est documentée, d'abord dans la chartreuse de saint-Martin, où vers 1622 il peint les Fondateurs des ordres monastiques dans les lunettes de la salle capitulaire, puis, quelques années plus tard, la grande toile de la même salle avec la scène de la Circoncision (1626), et, encore vers 1626, la toile du Mariage de la Vierge pour l'église Santa Maria di Piedigrotta. Ces dernières œuvres montrent déjà un relâchement de sa vision purement caravagiste de la peinture, qui culmine après 1634 avec le vaste cycle des Histoires de la Jérusalem libérée pour le château d'Acquaviva à Conversano qui, bien que de nature plus classique, constitue avec le œuvres de la chartreuse napolitaine, son œuvre la plus connue.
Louis Finson (1580-1617) opère également parmi les premiers peintres flamands influencés par la peinture du Caravage. Il travaille à Naples comme copiste et marchand de toiles du Caravage : il est en effet responsable des ventes d'une deuxième version de Judith et Holopherne (dont une copie de Finson lui-même est exposée dans la galerie du palais Zevallos à Naples) et la Madone du Rosaire aujourd'hui conservée à Vienne.

### Le ténébrisme de Ribera
José de Ribera (1591-1652) est une peintre natif de Valence (Espagne) mais italien de culture et de formation, qui vit entre Rome et Parme la majeure partie de sa jeunesse puis s'installe définitivement à Naples après 1616. L'arrivée de Ribera à Naples coïncide à peu près avec la fin du séjour du Caravage et constitue de fait le modèle et le point de référence pour la formation des caravagesques de la « deuxième génération » (ceux qui ne sont pas entrés en contact direct avec Caravage ) constituant, une fois la peinture néo-classique redécouverte après 1635, la base également de la génération baroque de la seconde moitié du siècle.

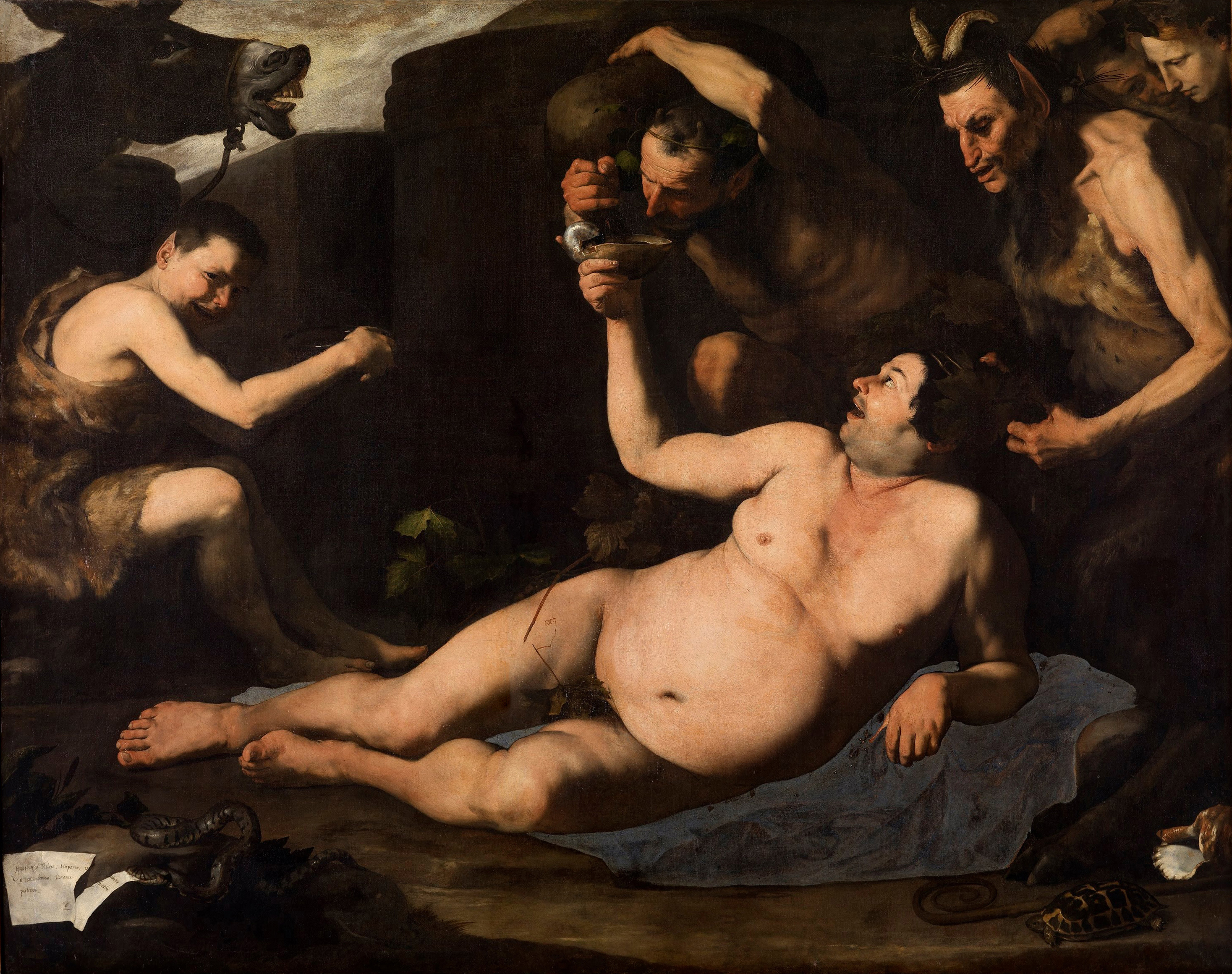
José de Ribera, Silène ivre, 1626, musée de Capodimonte, Naples.

José de Ribera apparait comme un peintre caravagiste déjà pendant ses années romaines (donc bien avant son arrivée dans la capitale de la vice-royauté espagnole) où, après avoir appris la peinture de Caravage, il exagère ses solutions au point d'être considéré par la critique comme un peintre violent et grossier, à la limite du brutal et du grotesque, le principal représentant du courant dit ténébriste. Une fois arrivé à Naples, Spagnoletto (surnommé ainsi en raison de sa petite taille) trouve immédiatement une large reconnaissance et un grand nombre d'adeptes parmi les jeunes peintres locaux, déjà actifs ou en cours de formation, devenant ainsi le principal représentant de la peinture caravagesque dans la ville, ainsi que l'alternative au mouvement réformiste que Battistello Caracciolo va bientôt lancer.
José de Ribera exécute certainement dans ses premières années napolitaines le groupe des Apôtres (dont Saint André, Saint Pierre, Saint Jacques le majeur et Saint Paul subsistent aujourd'hui) pour l'église des Girolamini, tous datant de 1616-1617, avec aussi la Flagellation du Christ, datant du premier quart du siècle et aussi commandée par les frères oratoriens de saint Philippe Néri. La Madeleine pénitente au musée de Capodimonte, le Silène ivre (1626), d'abord dans la collection Roomer puis dans la collection Vandeneynden, le Saint Jérôme et l'Ange du Jugement (1626), la Trinitas terrestris avec les saints et Le Père éternel, datable entre 1626 et 1635 pour l'église des Moniales, ensuite transférés au musée de Capodimonte, la série des Philosophes (1630) du musée du Prado et La Femme à barbe (1631) du même musée espagnol, datent de quelques années plus tard. Dans toutes ces toiles, le peintre montre qu'il a une parfaite connaissance des expériences graphiques, en parvenant à un rendu particulièrement expressif des personnages représentés, au point d'en montrer les aspects les plus intimes, psychologiques et dramatiques, également à travers l'utilisation savante des éléments qui caractérisent les peintures du Caravage, c'est-à-dire des composantes chromatiques mises en valeur par les jeux d'ombre et de lumière.
La trace des adeptes de la peinture ténébriste de Ribera, surtout inspirés par l'utilisation de personnages humbles et malfamés de la ville comme modèles, représentés d'après nature, a été particulièrement longue, influençant également ceux qui ont eu l'occasion de vivre les années du Caravage à Naples et durera jusqu'au milieu du siècle. Vitale, par exemple, s'inspire de la peinture ribérienne avec le Saint Jérôme en méditation de l'église Santa Maria ad Ogni Bene dei Sette Dolori, tandis que Caracciolo reprend les modèles utilisés dans les représentations de personnes âgées, comme pour le Sant' Onofrio (v. 1625) du palais Barberini à Rome.

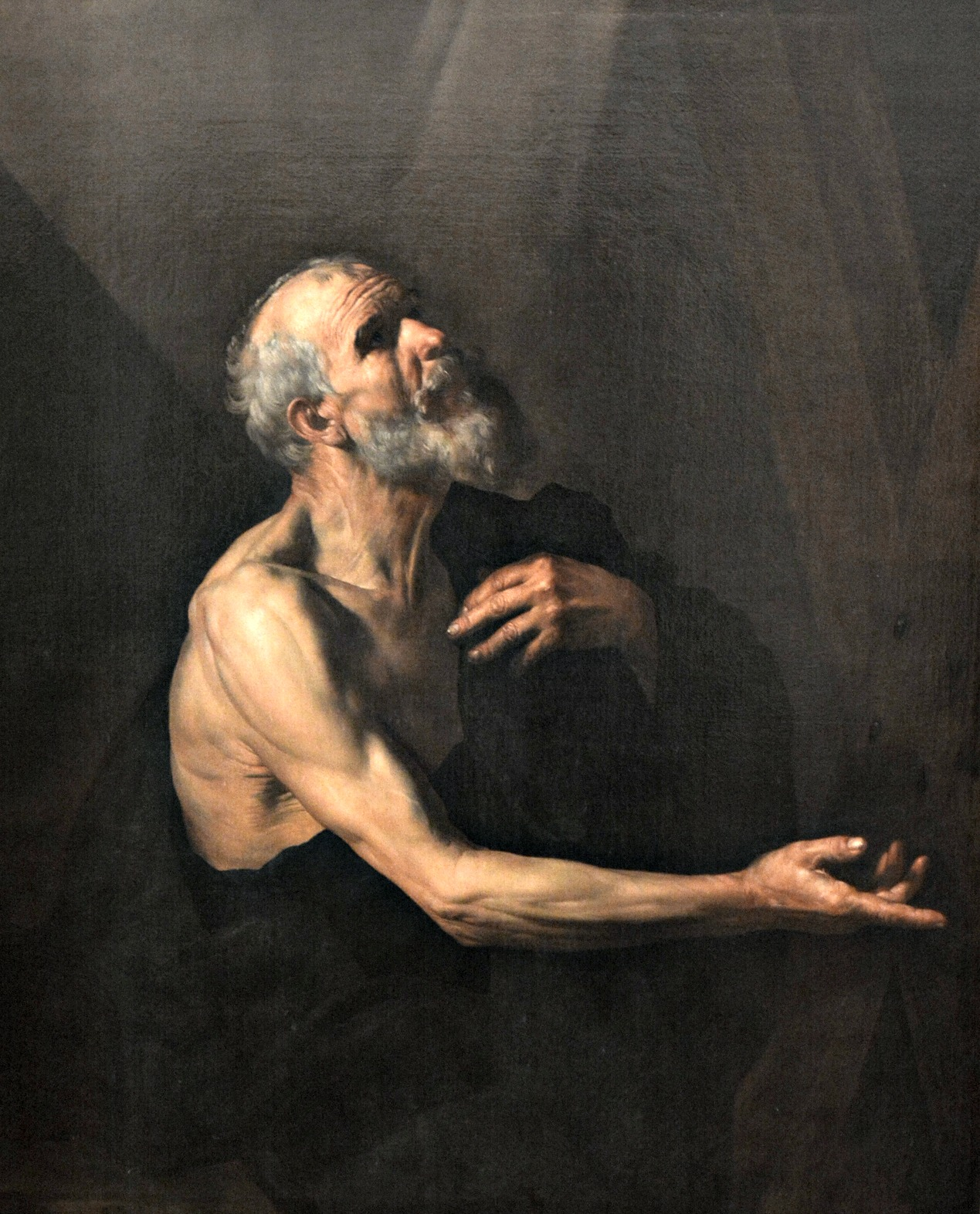
José de Ribera, Saint André, premier quart du XVIIe siècle, église des Girolamini, Naples.
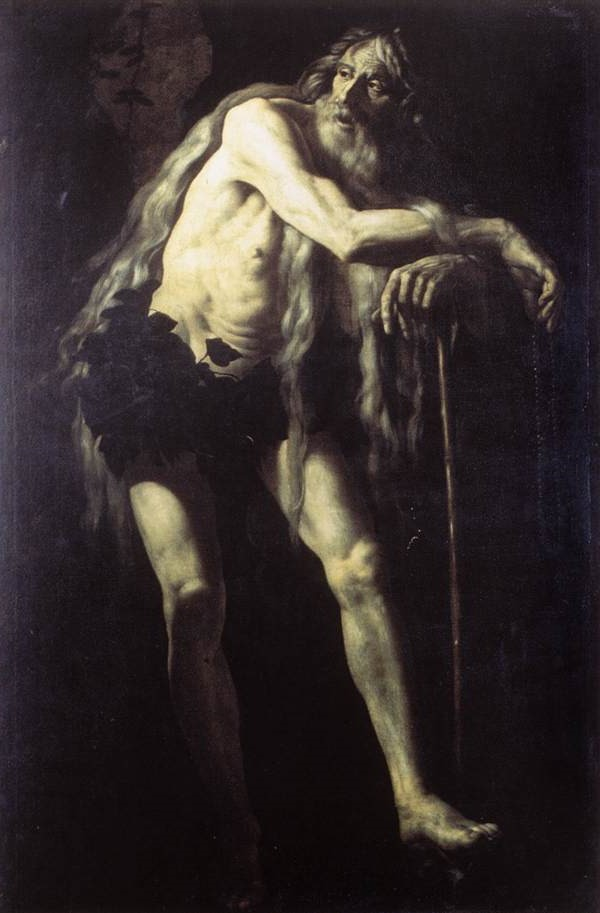
Battistello Caracciolo, Saint Onofrio ermite, v. 1625, palais Barberini, Rome
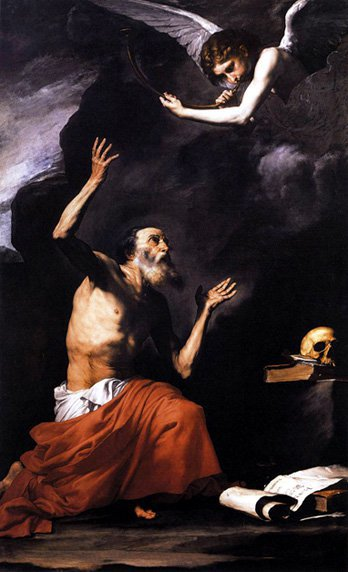
José de Ribera, Saint Jérôme et l'Ange du Jugement, 1626, musée de Capodimonte, Naples
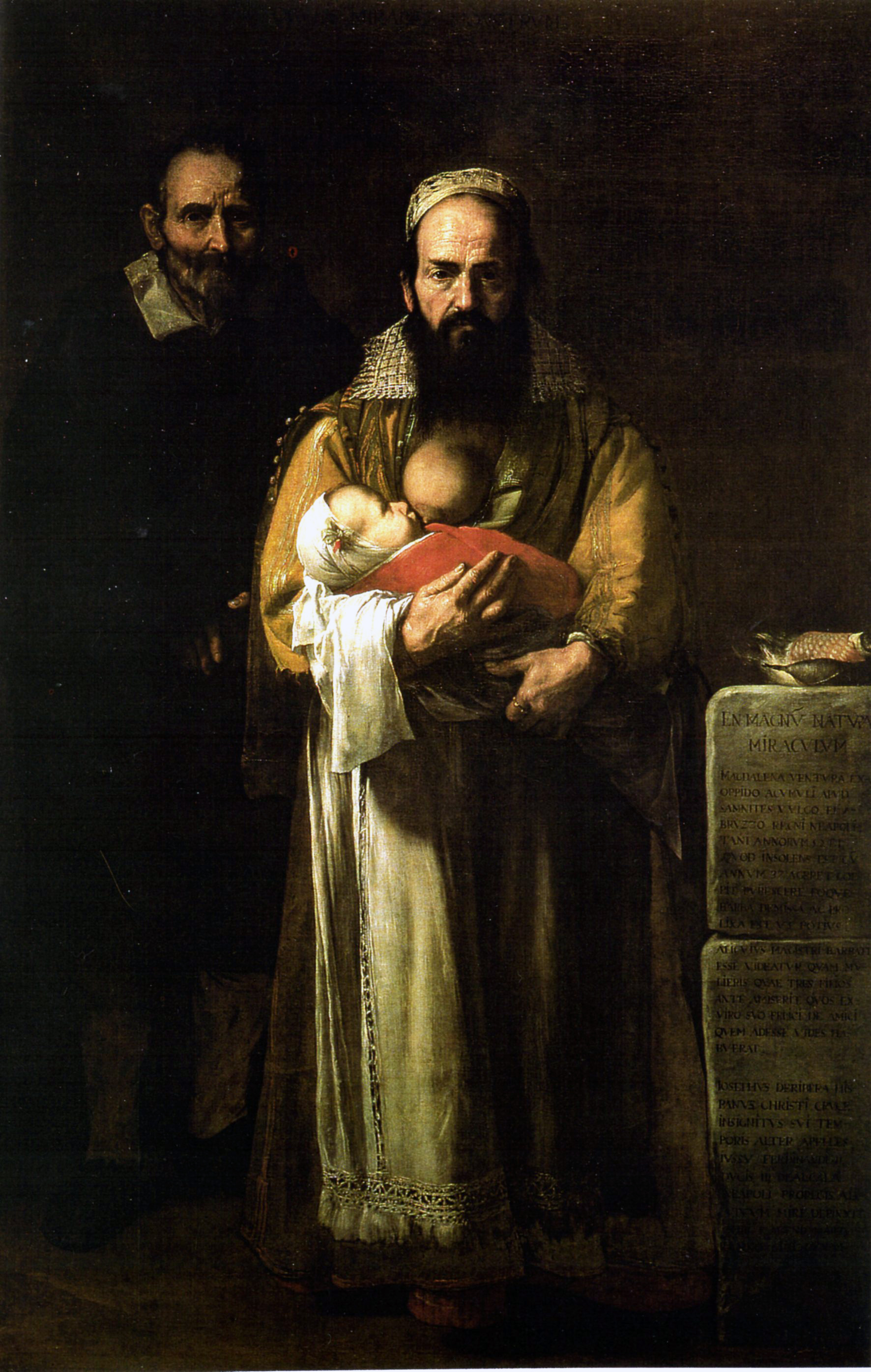
La Femme à barbe, 1631, musée du Prado, Madrid

### Deuxième génération des caravagistes suivant Ribera

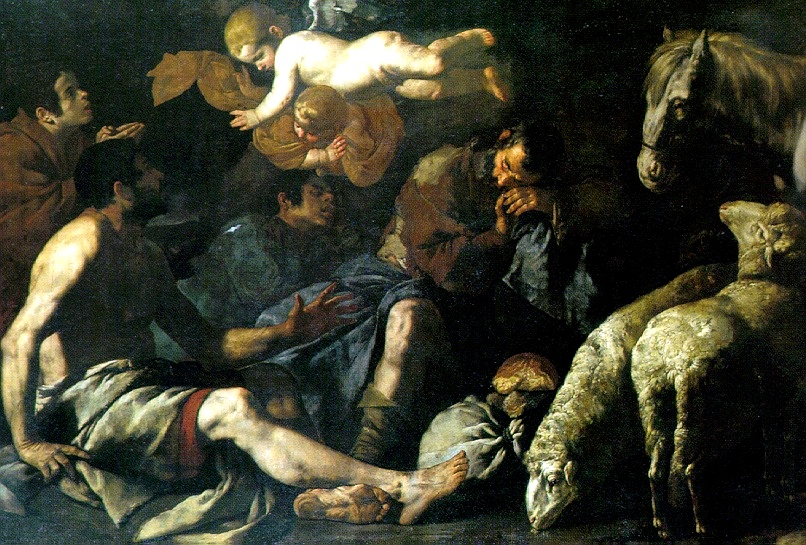
Maître de l'Annonce aux bergers, Annonciation aux bergers, 1625-1630, musée de Capodimonte, Naples.

Le Maître de l'Annonce aux bergers (actif entre 1620 et 1640) est l'une des personnalités actives dans les vingt premières années du siècle en ligne avec la reprise des modèles de personnages utilisés par Ribera, selon certains savants, identifié au peintre valencien (né à Xàtiva, la ville natale que Ribera) Giovanni Do (1601-1656), artiste proche de Ribera actif dans la ville des années 1620 aux années 1640, dont nous sont parvenues ses deux versions de l' Annonce aux bergers, une (datant entre 1625 et 1630) au musée de Capodimonte et une à Birmingham, deux versions du Retour du Fils Prodigue, toutes deux au musée de Capodimonte, Les Cinq Sens à la Galleria dell'Accademia (Naples) et le grand retable de la Nativité de Marie pour Castellammare di Stabia.
Le Maître, malgré l'identification incertaine de son profil, est devenu un peintre d'une importance particulière dans le panorama naturaliste qui apparait dans la ville vers les années 1620, se révélant également être un modèle pour les peintres de l'époque, comme Francesco Fracanzano (1601-1656), avant de se tourner vers la peinture néo-vénitienne et de Pierre de Cortone, dans les exécutions de la toile de Saint Paul et saint Antoine abbé pour l'église Sant'Onofrio dei Vecchi, ou comme Francesco Guarino (1611-1651), qui commence comme caravagesque, et dont les œuvres les plus importantes se trouve à Solofra, dans la collégiale San Michele Arcangelo, avec les toiles datant d'environ 1632, de la Libération de saint Pierre, l' Annonciation aux bergers, l' Annonciation à Joseph, Jésus parmi les Docteurs et la Circoncision, pour acquérir ensuite le style classiciste de Massimo Stanzione, déjà visible dans la série de peintures postérieures à 1636 pour le même complexe religieux. La peinture du Maître de l'Annonce, en tout cas, si particulièrement vigoureuse et sèche dans la représentation des personnages, pour la plupart des paysans de milieu social modeste, est considérée comme une peinture typique des artistes caravagesques espagnols de l'époque, au point d'appartenir au passé ; il a même été comparé (peut-être à tort) à la figure d'un jeune Diego Vélasquez.

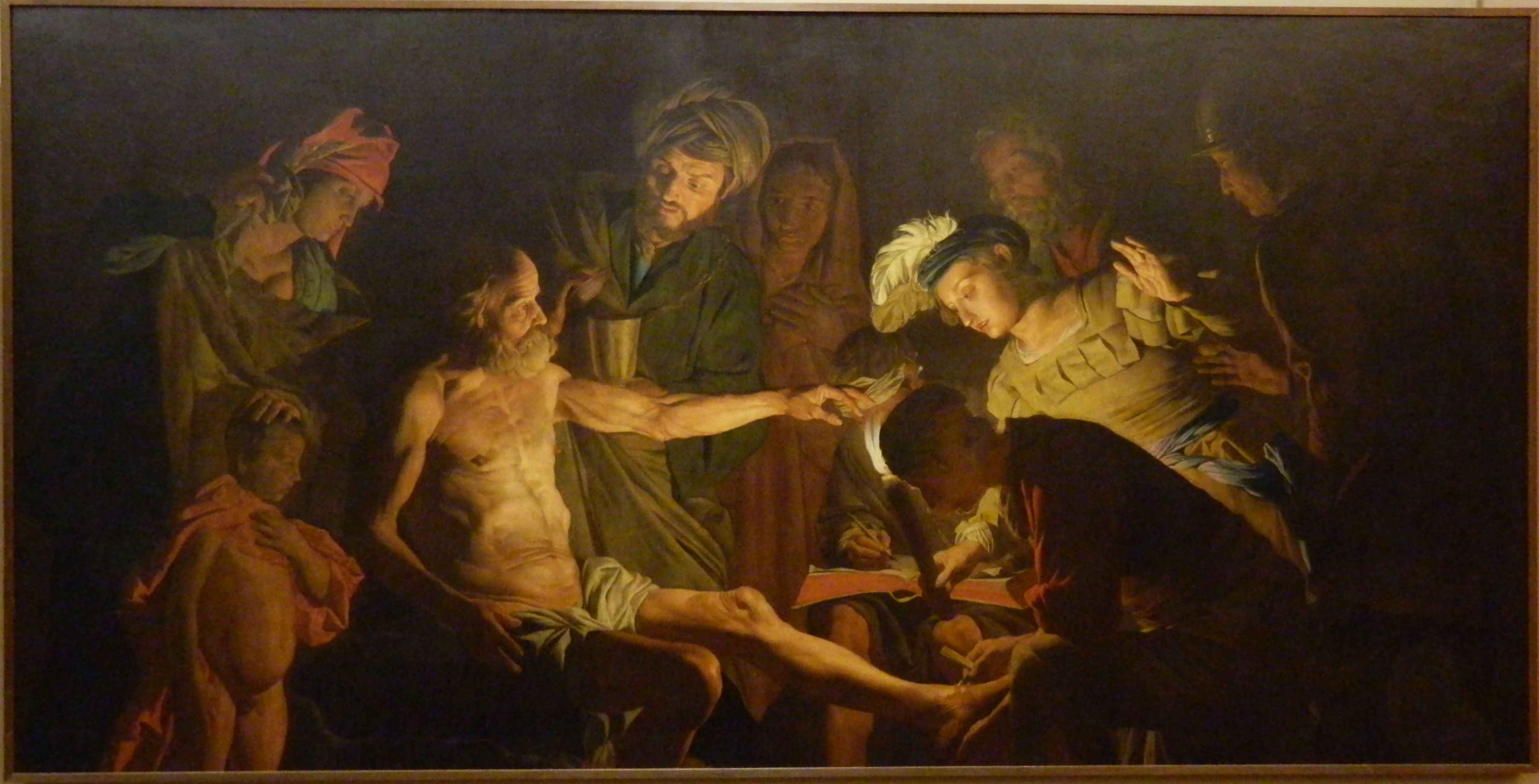
Matthias Stomer, Mort de Sénèque, 1633-1639, musée de Capodimonte, Naples.

Un grand nombre de peintres qui travaillent à Naples dans ces années-là trouvent place dans la sphère naturaliste, sur les traces de Ribera, à partir de 1620 et jusqu'au milieu du siècle. Parmi eux se trouve Hendrick van Somer (1607-1656), élève du peintre valencien qui travaille dans la ville à partir de 1624 et dont les œuvres sont conservées dans des collections privées et dans les musées de la ville, dont le Martyre de saint Sébastien (1630 environ) du musée de Capodimonte et le Saint Jérôme(1650) de la pinacothèque de Pio Monte della . Agostino Beltrano (1607-1656) travaille vers les années 1620 et se distingue par le Martyre de saint Barthélemy à la Galerie Nationale du palais Spinola de Gênes, avant de se projeter vers le classicisme de Massimo  ; Antonio de Bellis (actif entre 1630-1660), élève du même Stanzione, réalise Apollon et Marsyas (daté entre 1637 et 1640) aujourd'hui au musée d'Art John-et-Mable-Ringling de Sarasota, une référence directe à la version du même sujet que Ribera a peint plusieurs fois au cours de sa carrière, tandis que dans la série de toiles représentant les Histoires de saint Charles Borromée, réalisée entre 1636 et 1639 pour l'église San Carlo alle Mortelle à Naples, on retrouve les plus fortes empreintes « vélasqueziennes » présentes dans la ville. Peu d'œuvres d'Aniella di Beltrano (1602-1643), sœur du plus célèbre Pacecco de Rosa, sont connues, dont la Nativité de la Vierge et la Mort de la Vierge à l'église de la Pietà dei Turchini. Matthias Stom (1600-1650), travaille à Naples de 1633 à 1637, où il laisse un grand nombre d'œuvres, dont la Capture du Christ, l' Adoration des bergers, la Mort de Sénèque et la Cène à Emmaüs, toutes au musée de Capodimonte, le Sant'Onofrio de la pinacothèque Girolamini et une autre Adoration des Bergers pour l'église San Domenico Maggiore. Enfin, Andrea Vaccaro (1604-1670), peintre particulièrement prolifique, fait ses débuts dans les années 1620 essentiellement comme caravagiste sur les traces de Ribera et Caracciolo, puis s'engage vers les années 1630 dans la reproduction des œuvres du Caravage « napolitain », comme dans la Flagellation du Christ exposée dans l'église San Domenico Maggiore, où se trouvait l'original de Caravage (aujourd'hui au musée de Capodimonte), jusqu'à ce qu'il s'ouvre à la peinture classique et à Antoine van Dyck dans la seconde moitié du siècle.

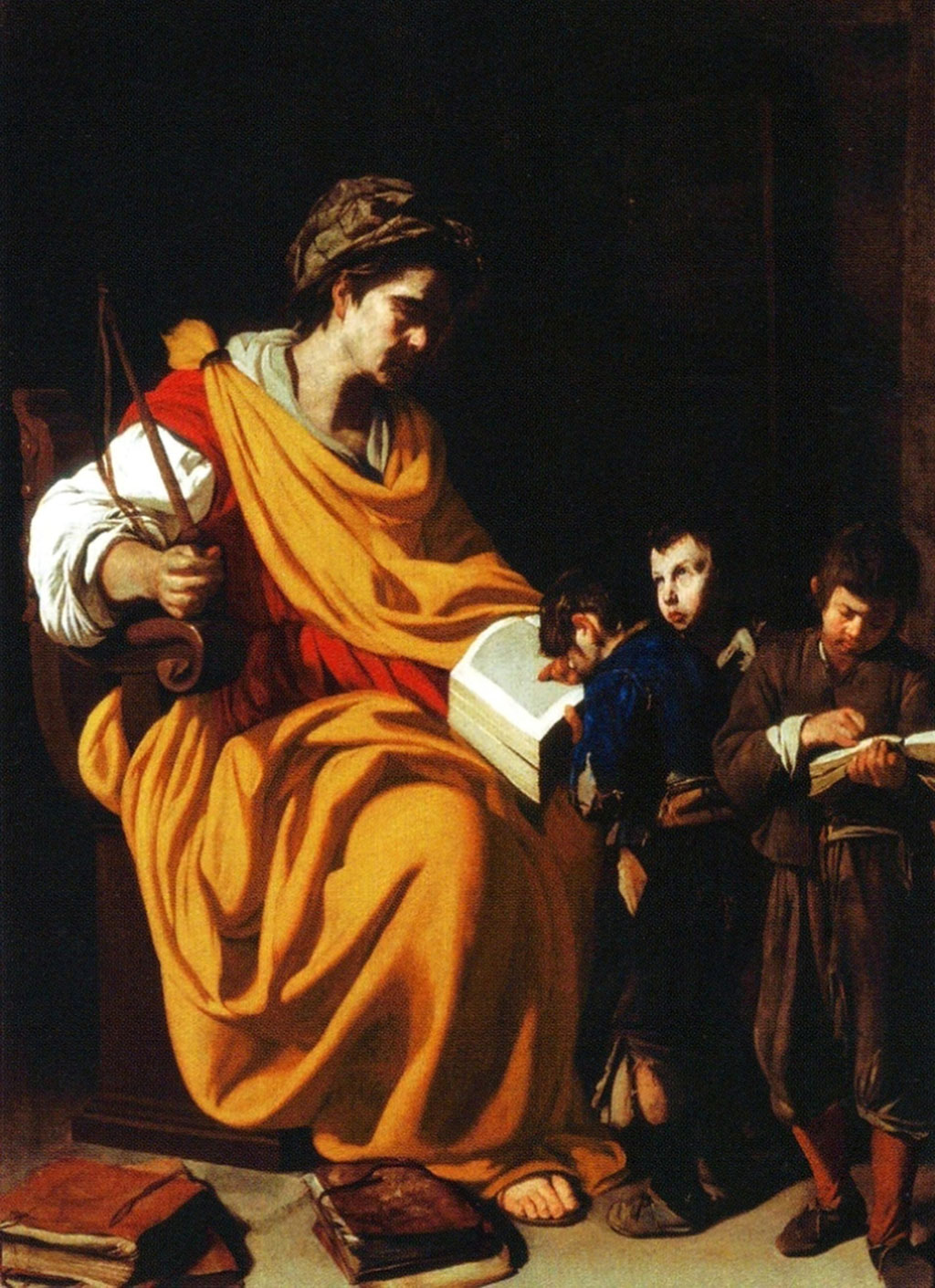
Aniello Falcone, le Maître d'école, vers 1630, musée de Capodimonte, Naples.

Aniello Falcone (1607-1656) est sans aucun doute le peintre qui clôture cette première phase d'évolution de la peinture du XVIIe siècle à Naples, qui, à partir des années 1620 et jusqu'au début des années 1630, réalise des œuvres qui peuvent être classées parmi les plus hautes représentations du naturalisme du Caravage à Naples. Sa peinture s'avère être l'un des liens les plus réussis entre la peinture locale et celle de Velázquez, que Falcone a pu admirer et étudier lors de ses voyages à Rome et avec lequel il a souvent été confondu par les critiques modernes dans l'attribution de ses travaux. Parmi les expressions majeures de la peinture naturaliste de Falcone figurent le Maître d'école et la Charité de sainte Lucie, toutes deux datées d'environ 1630 et conservées au musée de Capodimonte, la Bataille (1631) du musée du Louvre et la Tunique de Joseph apportée à Jacob (vers 1635) du palais Lanfranchi (Matera). Falcone est l'un des peintres les plus importants et les plus influents du XVIIe siècle napolitain, de l'atelier duquel sont sortis des peintres du calibre de Micco Spadaro (1609/1612-1675), qui se fait connaître pour ses peintures avec des scènes de paysage, ainsi que d'autres représentant des événements contemporains (révoltes, catastrophes naturelles, etc. ), de Salvator Rosa (1615-1673), personnalité au tempérament fort et controversé connu principalement pour la réalisation de paysages sauvages et fantastiques au goût romantique, et enfin de Luca Forte (1600/1605-1670), peintre exclusivement de natures mortes dans le style de Caravage. Avec ses étudiants et bien d'autres, Falcone semble avoir formé la « Compagnie de la Mort », ainsi appelée parce que ses affiliés tuent des Espagnols dans les rues de la ville pour se venger de la mort d'un de leurs amis.
La période caravagesque prend un tournant définitif à partir du milieu des années 1630 grâce à la découverte de l'éclat du baroque émilien et romain, également grâce aux arrivées dans la ville du Dominiquin et de Giovanni Lanfranco, qui font consensus parmi la clientèle locale. Cependant, plusieurs artistes de la « vieille école » s'adonnent encore occasionnellement à la peinture naturaliste, y compris au cours de la deuxième période artistique qui s'apprête à s'ouvrir dans la ville. Parmi les principaux promoteurs napolitains du changement d'après 1635, se trouvent Ribera, dont la peinture, peut-être aussi due à sa rencontre à Naples en 1630 avec Velázquez, devient plus claire et plus colorée, et Massimo Stanzione, qui, bien que contemporain du Caravage à Naples, ne s'est jamais s'aligné définitivement sur une peinture caravagesque au sens strict, mais reste plutôt plus fasciné par celle d'Annibale Carracci, et donc toujours en cohérence avec sa formation.
A Naples, le caravagisme mène à une impasse. Aujourd'hui son exemple apparait moins décisif. Après sa mort en 1610, les expériences caravagesques ne dépassent pas le premier quart du siècle. 

## Peinture locale entre classicisme et baroque (1635-1656)

### Arrivée à Naples du Domeniquin et de Lanfranco
|                                                                                 |  |                                                                                  |
| Pierre de Cortone, Saint Alexis mourant, v. 1638, église des Girolamini, Naples |  | Guido Reni, Adoration des bergers, 1640-1642, chartreuse de Saint-Martin, Naples |

La peinture napolitaine connaît un changement important à partir du milieu des années 1630, grâce à l'arrivée dans la ville de plusieurs artistes de la sphère romano-émilienne, mais grâce aussi aux voyages effectués par certains peintres napolitains à Rome, au cours desquels ils peuvent apprendre la peinture de ces artistes qui ont redécouvert le colorisme vénitien du XVIe siècle dans la capitale des États pontificaux, Pierre de Cortone, Nicolas Poussin, Annibale Carracci, Rubens, Andrea Sacchi et d'autres, donnant ainsi vie au courant défini comme « néo -Vénitien ».
L'environnement culturel napolitain s'avère conforme aux goûts nouveaux : au cours de ces années, des commandes sont passées pour les décorations intérieures des lieux de culte importants de la ville, qui sont confiées à des peintres étrangers venant de Rome et pour la plupart de l'école émilienne (Guido Reni, Domenichino et Giovanni Lanfranco), qui auront plus ou moins une influence significative sur les générations suivantes tout en contribuant également à l'évolution de la peinture locale.
Considérant que Pierre de Cortone ne s'est jamais installé à Naples, sa toile « déjà baroque » du Mourant Sant'Alessio (1638) pour l'église de Girolamini a été exécutée « à distance » puis envoyée par ses clients Barberini, très proches du culte de saint saint Filippo Neri. Presque toutes les commandes adressées ensuite à Guido Reni, qui est déjà connu dans la région napolitaine grâce à certains travaux réalisés entre 1622 et 1625 également pour l'église des Girolamini, où il peint a Saint François en extase, la Rencontre de Jésus et de Jean-Baptiste et la Fuite en Egypte,  n'aboutissent jamais, à l'exception de celle qui donne naissance au somptueux retable de l'Adoration des bergers (1640-1642) pour le chœur de la Certosa di San Martino. Les arrivées dans la ville qui laissent leur marque furent sont du Dominiquin et de Lanfranco.
Les deux peintres émiliens restent à Naples pendant environ une décennie et sont une source d'influence majeure pour la peinture napolitaine, jusqu'aux trente premières années du XVIIe siècle polarisées sur l'école du Caravage et de ses disciples. Les appels d'offres pour les décorations à fresque de la chapelle royale du Trésor de San Gennaro sont ouverts ces années-là, qui, après diverses vicissitudes, sont d'abord confiées au Dominiquin, chargé d'exécuter les fresques sur les lunettes et une série de panneaux sur cuivre avec les Histoires de San Gennaro (1631-1643), puis, à sa mort, à Lanfranco, qui est chargé de peindre à fresque l'intérieur de la coupole avec la scène du Paradis, cette dernière en partie tirée d'une de ses œuvres des années 1620 réalisée pour la coupole de l'église de Sant'Andrea della Valle à Rome, qui ouvre la voie, à partir du milieu du siècle, aux fresques à l'intérieur des coupoles des églises napolitaines de Luca Giordano et Giovan Battista Beinaschi, jusqu'au XVIIIe siècle même, avec les cycles de Francesco De Mura, Paolo De Matteis et Francesco Solimena.
Les décorations de la voûte de la nef de la Certosa di San Martino, également de Lanfranco, datent de la même période, avec les scènes de l'Ascension du Christ avec les anges et les bienheureux et les Apôtres (1636-1639) de l'église des Santi Apostoli, où il peint le cycle avec les Histoires des saints apôtres (1638-1646), les murs (voûte, intérieur de la façade, transept et bassin absidal), et enfin la fresque avec le Paradis dans le dôme de l'église du Gesù Nuovo (détruit plus tard à la suite de l'effondrement de la structure au XVIIIe siècle), avec également d'autres scènes dans les salles du palais des congrégations adjacent. La grande scène de la Piscine probatique pour l'intérieur de façade des Santi Apostoli servira également de modèle, comme la coupole du Gesù Nuovo et la chapelle de San Gennaro, pour d'autres cycles ultérieurs des XVIIe et XVIIIe siècles, notamment de Luca Giordano, Francesco Solimena, Paolo De Matteis et d'autres artistes locaux.

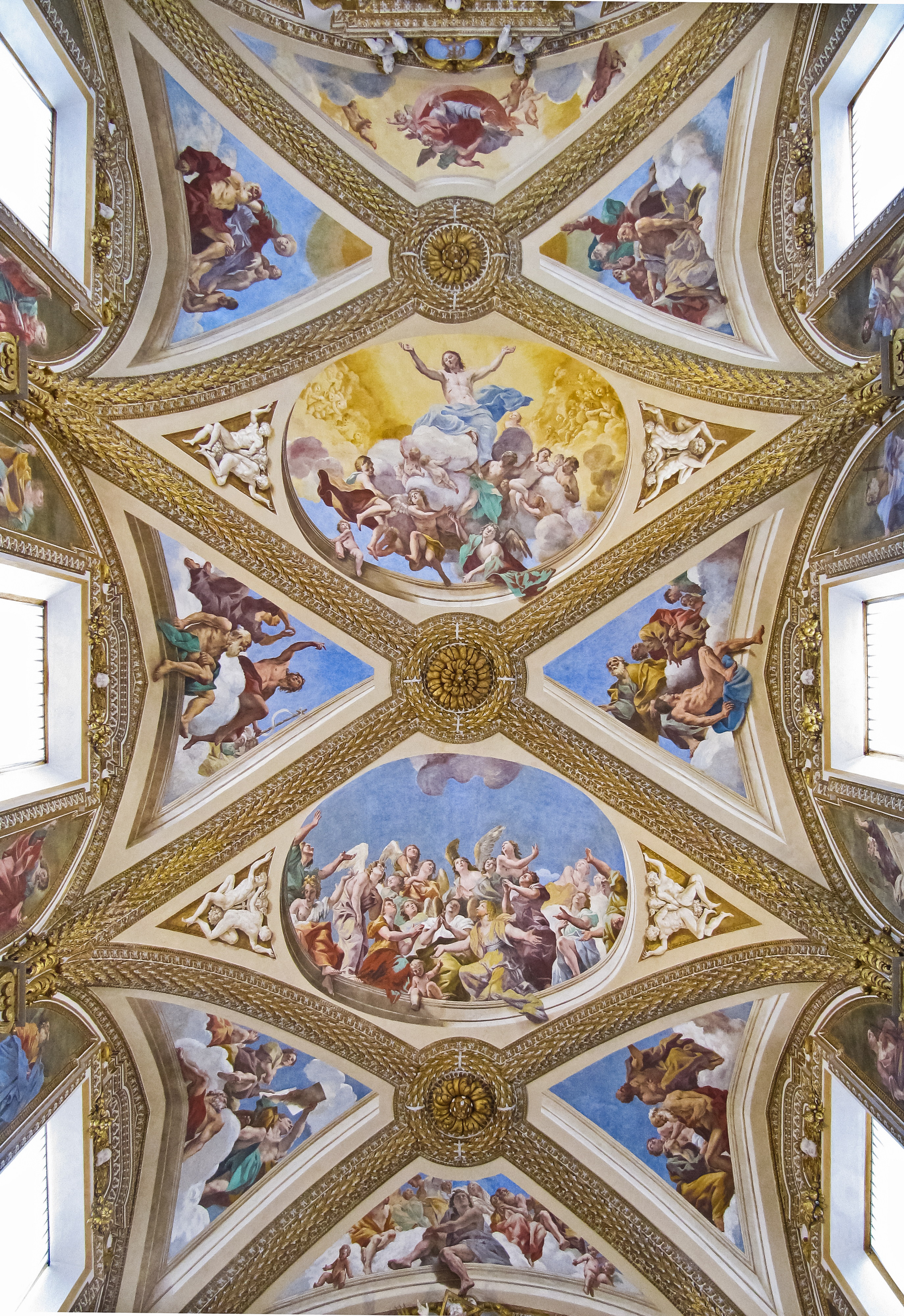
Giovanni Lanfranco, Histoire de l'Ascension du Christ, 1636-39 (voûte de al nef de la chartreuse de Saint-Martin.
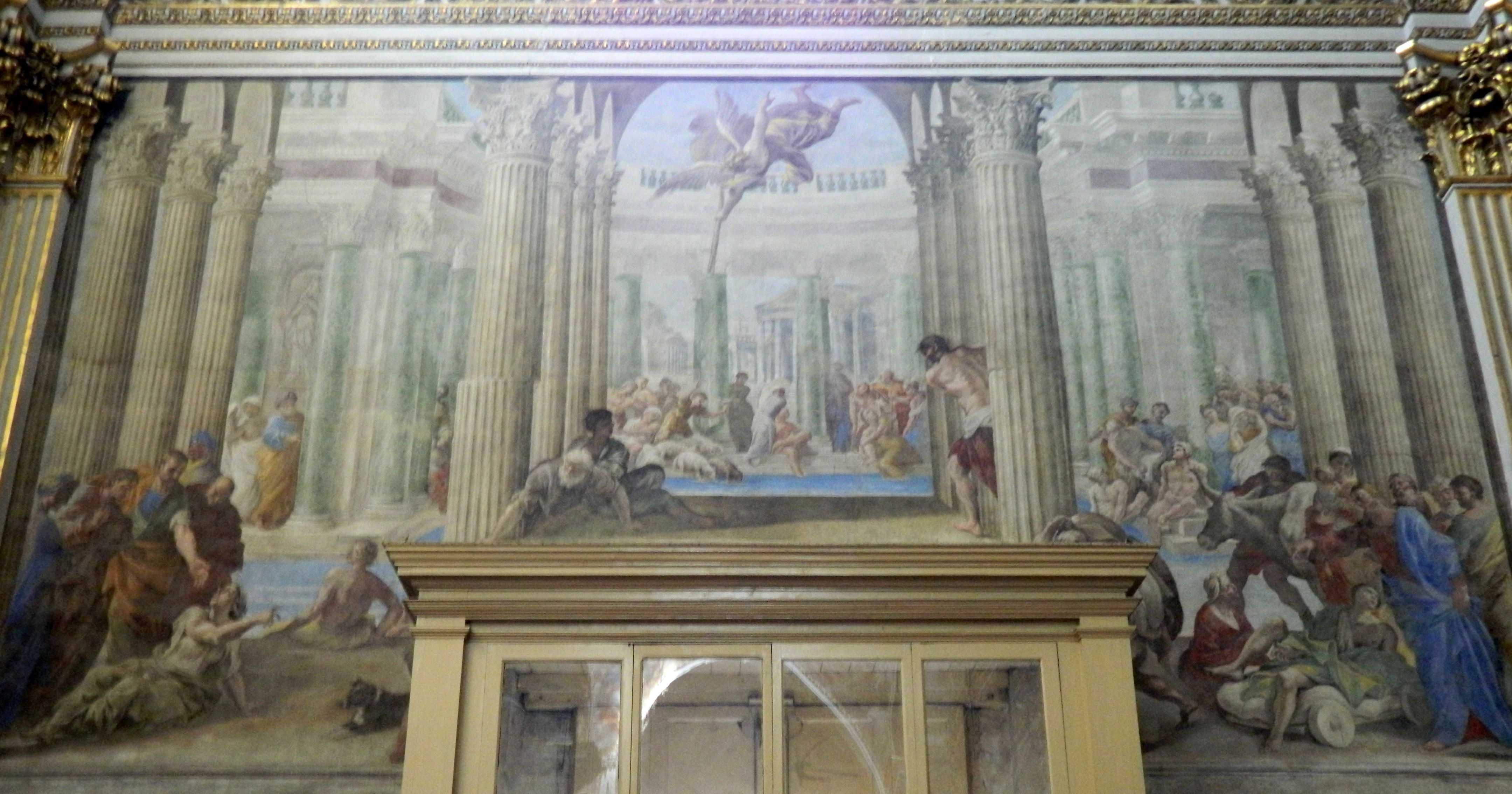
Giovanni Lanfranco, Piscine probatique, 1644, intérieur de la façade de  l'église des Santi Apostoli.
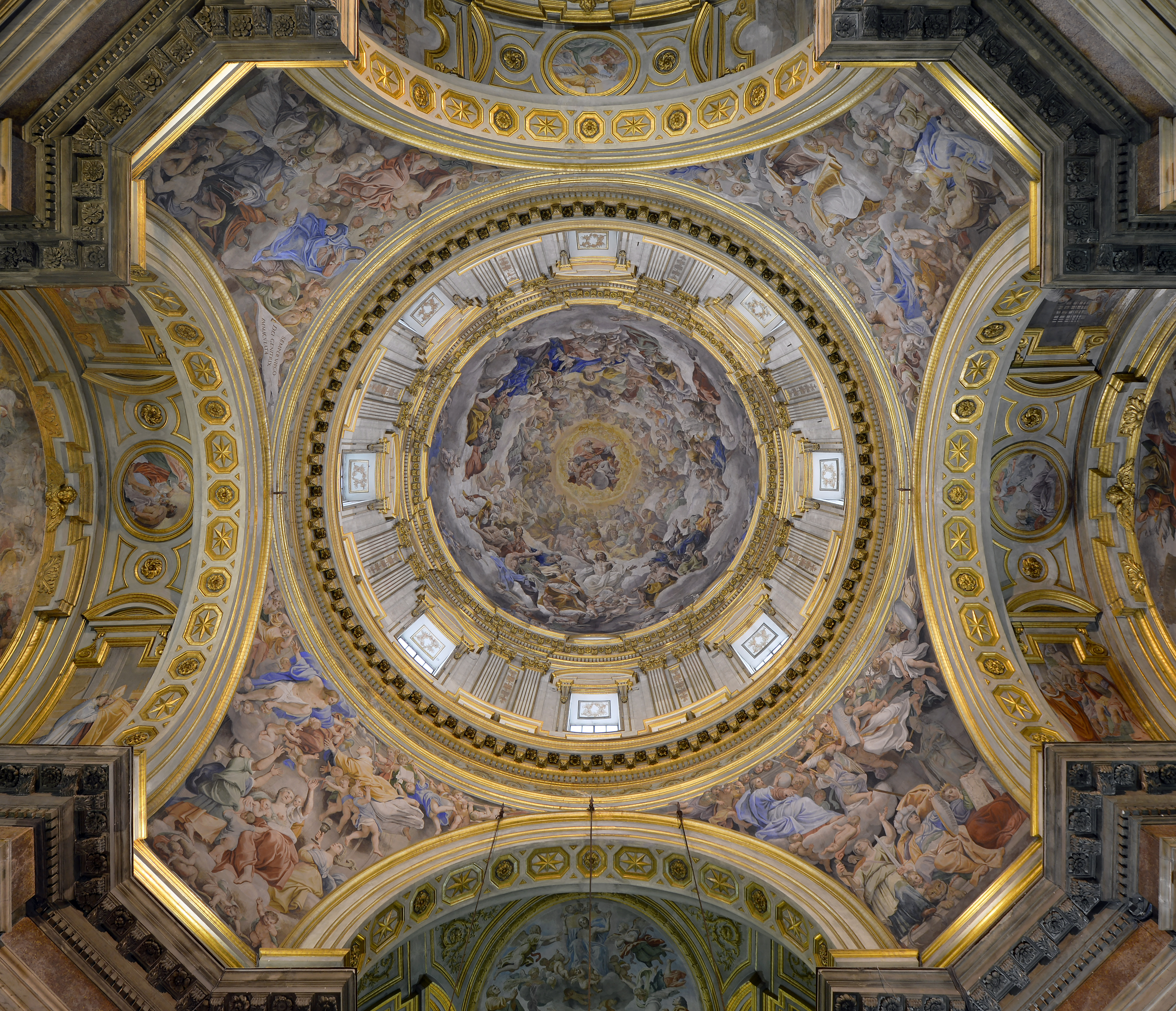
Giovanni Lanfranco et Le Dominiquin, fresque de la chapelle du trésor de l'église Santi Apostoli de Naples, 1646.

### Massimo Stanzione et ses disciples

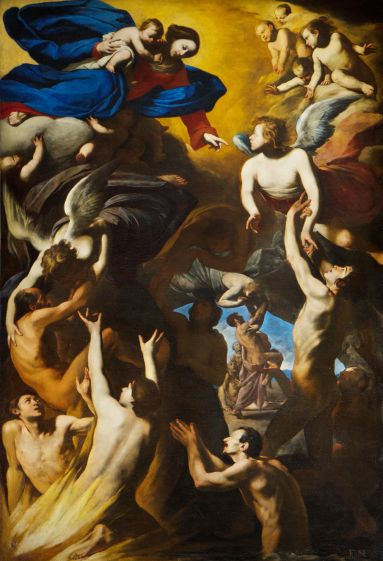
Massimo Stanzione, Madone des âmes purgatives,1638-1642, église Sainte-Marie-des-Âmes-du-Purgatoire, Naples.

Massimo Stanzione (1585-1656), élève du maniériste Fabrizio Santafede, qui perfectionne sa peinture grâce à plusieurs voyages effectués à Rome entre 1617 et 1618 et entre 1623 et 1629, revient définitivement au pays, devenant ainsi l'un des premiers artiste napolitains du XVIIe siècle à rompre avec l'empreinte du Caravage. Dans ce processus de détachement du caravagisme, il a à ses côtés des « trado-maniéristes » contemporains tels que Belisario Corenzio (1558-1646), Onofrio De Lione (1608-1656), tous deux essentiellement fresquistes, Teodoro d'Errico, Ippolito Borghese, Giovanni Balducci et Giovanni Bernardo Azzolino (1572-1645), qui, loin de se détacher de la peinture naturaliste, n'ont en fait jamais abandonné le style maniériste de leur formation.
Les études romaines de Stanzione l'amènent à s'intéresser davantage à la manière de peindre d'Annibale Carracci qu'à celle du Caravage, à tel point que parmi ses premières œuvres dignes de considération, comme la Pietà du palais Corsini à Rome, ou le Martyre de sainte 'Agathe et le Sacrifice d'Isaac du musée de Capodimonte, sont autant de tableaux dans lesquels les compositions classiques et élégantes des sujets représentés apparaissent évidentes, dans le style des Carracci, mais aussi de Guido Reni et du Dominiquin. Stanzione est chargé avec Ribera, de terminer le cycle de six huiles sur cuivre que ce dernier, décédé en 1641, devait réaliser et ne parvient pas à terminer (il en réalise cinq dont une non complète) en interprétant chacun une des deux scènes manquantes. Stanzione est donc chargé de peindre la toile de la Libération d'une femme possédée (1643), qui n'est cependant jamais installée dans la chapelle où est exposée la version incomplète du Dominiquin, mais dans la sacristie adjacente car elle n'obtient pas l'accord du client. Vers la quatrième décennie du XVIIe siècle, Stanzione achève sa maturation artistique, devenant un peintre à la grande intensité picturale et à l'effet décoratif efficace, mettant en valeur dans ses compositions la clarté et l'éclat chromatique des sujets, ainsi que l'exaltation des valeurs classiques. Les fresques et les deux toiles exécutées dans la chapelle du Baptiste de la chartreuse Saint-Martin de Naples, la toile représentant la Pietà (1638) pour l'intérieur de la façade de la même église et la Madone des âmes purgatives (entre 1638 et 1642) pour l'église Sainte-Marie-des-Âmes-du-Purgatoire à Naples remontent également à cette phase de la maturité de la peinture de Stanzione.

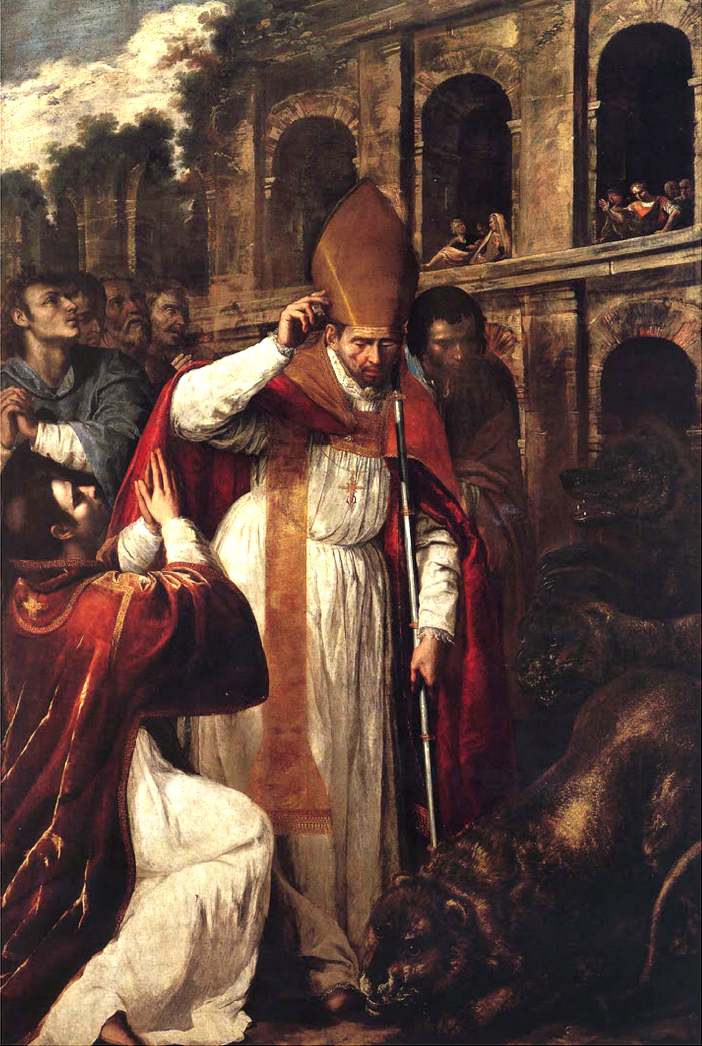
Artemisia Gentileschi, San Gennaro dans l'amphithéâtre de Pouzzoles, 1636-1637, cathédrale de Pouzzoles.

L'arrivée à Naples d'Artemisia Gentileschi (1593-1654), amie de Stanzione dès ses années romaines, avec qui elle collabore à plusieurs reprises dans les années suivantes, remonte au début des années 1630. Elle est célèbre à Naples, où elle travaille jusqu'à sa mort en 1653, prolifique et recherchée par le milieu napolitain. L'artiste romaine, qui se caractérise par une vie troublée et pleine de souffrances, décide en effet d'adopter Naples comme deuxième patrie, s'y mariant et y concevant deux filles. L'arrivée à Naples d'Artemisia Gentileschi, adepte du caravagisme de son père Orazio, est à l'origine d'un essor professionnel important : elle y reçoit des commandes aussi prestigieuses que fréquentes, développe des idées vers une ouverture classiciste de sa peinture, en ligne avec ce qui se passe dans la ville dans les années après 1635. Ce sont les années de l' Annonciation (vers 1630) du musée de Capodimonte, de Samson et Dalila (entre 1630 et 1638) conservé dans les galeries du palais Zevallos, des trois toiles pour la cathédrale de Pouzzoles, San Gennaro dans l'amphithéâtre de Pozzuoli,  l' Adoration des Mages et Saint Proculus et Nicée, toutes de 1636-1637, qui montrent l'influence des peintures de la chapelle de San Gennaro du Dominiquin, ainsi que les années de commandes espagnoles, avec la Naissance de saint Jean-Baptiste, cette œuvre appartenant à un cycle de six commandes, dont quatre ont été confiées à Massimo Stanzione et une à Paolo Domenico Finoglia.

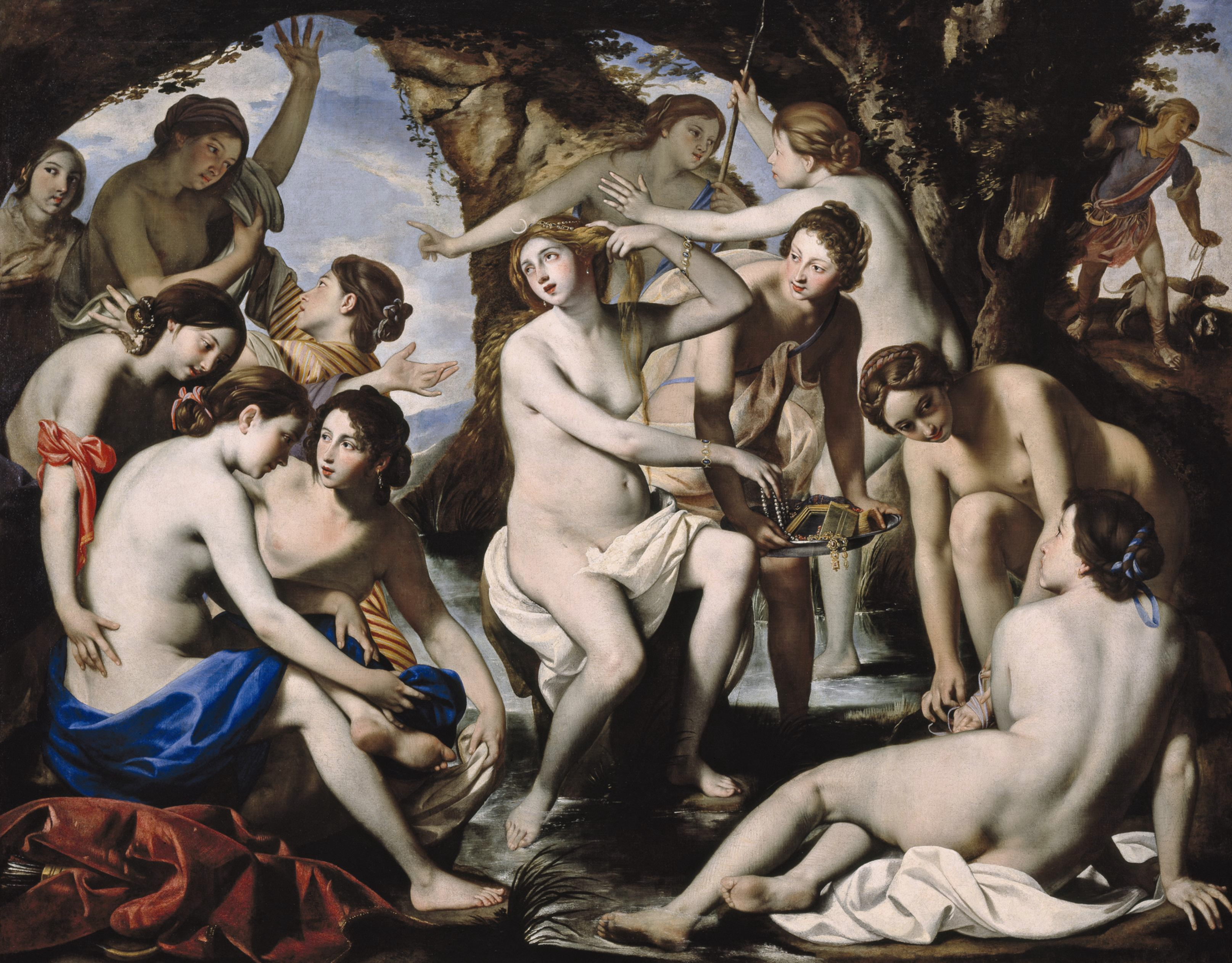
Pacecco de Rosa, Le Bain de Diane, vers 1645, musée de Capodimonte, Naples.

La peinture classique réussit à trouver un consensus dans le panorama local, tant chez les peintres nouvellement formés que chez ceux d'origine antérieure caravagesque, au point même de convertir certains de ces derniers à la nouvelle manière. Tous les artistes de l'époque ont l'occasion de faire évoluer leur style à partir des années 1640 grâce aux innovations de Stanzione et à celles importées par les peintres émiliens et romains, et aux séjours en ville, quoique brefs dans certains cas, d'autres peintres romains et de peintres extérieurs, tels que Pietro Antonio Novelli II (1608 - 1647), Diego Velázquez, Antoine van Dyck, Nicolas Poussin, documentés de 1643 à 1647, plutôt que du français Charles Mellin, qui travaille dans la ville de 1643 à sa mort en 1649, ou enfin de Giovanni Benedetto Castiglione, le Grechetto, documenté dans la ville dès 1635.
Parmi les artistes de la nouvelle manière classique figurent Pacecco De Rosa (1607-1656), célèbre pour ses scènes mythologiques, parmi lesquelles se distingue la série de toiles datant d'environ 1645 de la collection D'Avalos exposée au musée de Capodimonte, Vénus, satyre et deux amours, Vénus et Didon, Didon abandonnée et le Bain de Diane, toutes très proches des œuvres du Dominiquin, mais aussi la Déposition pour la chartreuse Saint-Martin, inspirée de la Pietà que Vitale a créée pour l'église Santa Maria Regina Coeli quelques années plus tôt. Onofrio Palumbo (1606-1656) est influencé par Massimo Stanzione, bien que son apprentissage ait lieu dans l'atelier de Caracciolo et Gentileschi  à Naples, dont le Portrait de Masaniello (1647) au musée San Martino de Naples. Andrea di Leone (1610-1685), est un peintre essentiellement de scènes de bataille proches de Grechetto et Francesco di Maria (1623-1690) un adepte de la peinture du Dominiquin, dont il deviendra un partisan assidu pendant presque toute la seconde moitié du XVIIe siècle, promouvant la manière du maître émilien, qu'il définit comme un « maître du dessin » et discrédite celle des peintres baroques ultérieurs, comme Luca Giordano qu'il définit plutôt comme un « maître de la couleur ».

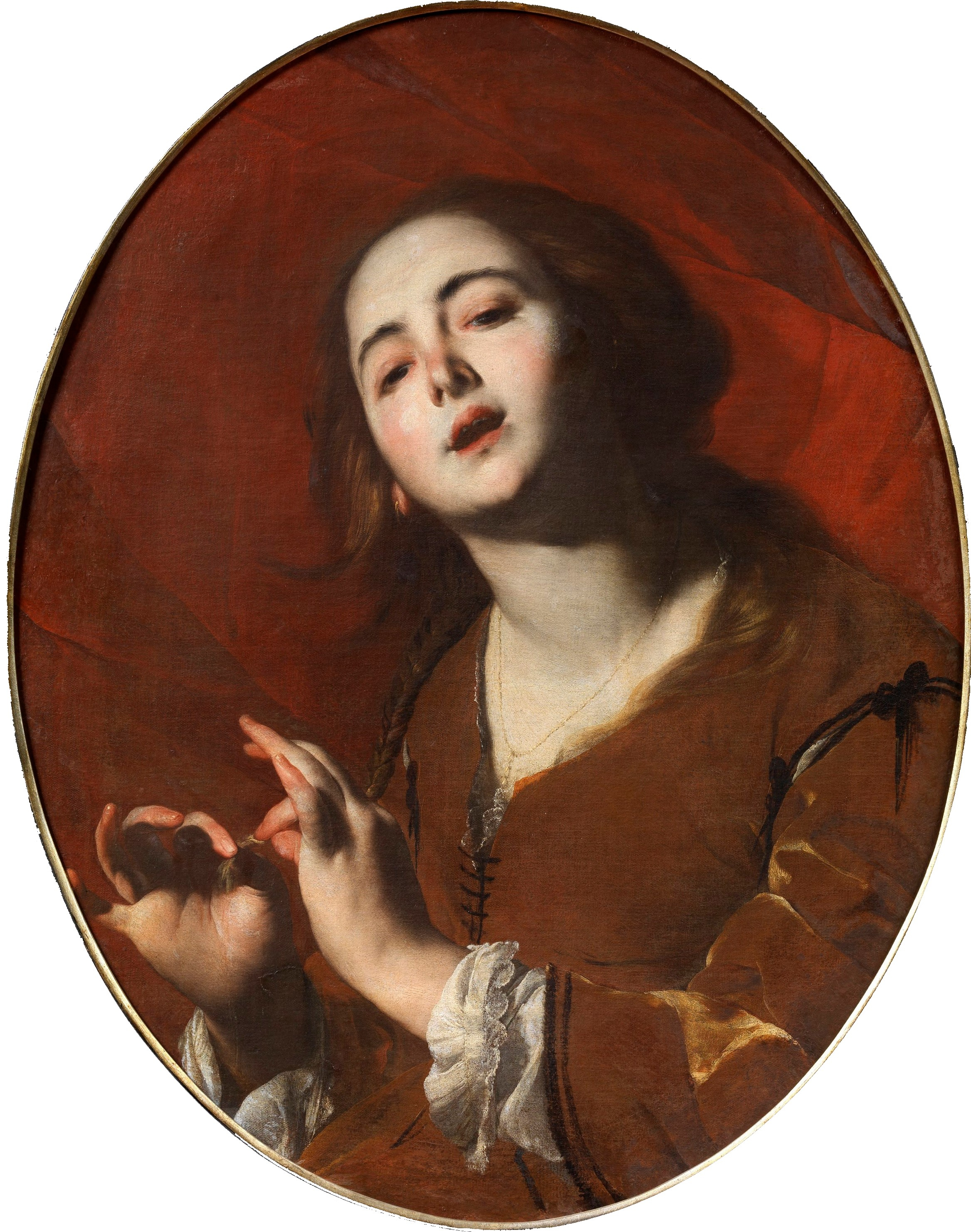
Bernardo Cavallino, La Cantatrice, 1635-36, musée de Capodimonte, Naples.

Parmi les caravagesques qui ont révisé leur style ces dernières années, figurent José de Ribera, qui a changé sa peinture à partir de 1635, s'orientant vers les voies de Grechetto, même si, à certaines rares occasions, il est revenu à la peinture naturaliste qu'il lui a permis de se distinguer dans les trente premières années du siècle, comme dans la Tête du Baptiste (1646) conservée au musée civique Gaetano Filangieri du palais Como de Naples ; Filippo Vitale, avec la Pietà (datant de 1635 à 1640) pour l'église Santa Maria Regina Coeli ; Paolo Finoglia, avec les toiles post-1634 des Histoires de la Jérusalem libérée pour le château Acquaviva à Conversano ; le Maître de l'Annonce aux bergers, avec l' Adoration des Mages (entre 1640 et 1650) au palais Zevallos de Naples ; Andrea Vaccaro, naturaliste né du Caravage puis s'ouvrant au classicisme vandyckien à partir des années 1630 ; Bernardo Cavallino (1616-1656), élève d'Andrea Vaccaro qui subit également l'influence de Van Dyck, auteur de peintures religieuses de goût profane d'une grande luminosité et couleur, comme la célèbre Cantatrice (vers 1636), le Martyre de saint Barthélemy (1640) et l'Extase de sainte Cécile (1645), dont l'esquisse est également conservée, tous les quatre au musée de Capodimonte ; Antonio de Bellis, dans ses œuvres après les années 1650 ; Giuseppe Marullo (1610 ?-1685), proche de Ribera au départ, puis aligné sur Stanzione et Pacecco de Rosa ; Francesco Guarino, avec la série de toiles datées après 1636 pour la collégiale de San Michele Arcangelo à Solofra ; les frères Cesare et Francesco Fracanzano, ce dernier s'ouvrant à de nouvelles solutions avec les deux toiles de Saint Grégoire jeté dans le puits (1635) et Tiridate implore Saint Grégoire de retrouver sa forme humaine (1635) pour la chapelle dédiée au même saint dans l'église San Gregorio Armeno à Naples ; et enfin Aniello Falcone, qui dans la Fuite en Égypte (1641) du musée diocésain de Naples ou dans les fresques des Histoires de Moïse (1647) pour la villa Bisignano de Naples, s'est inspiré des voies de Poussin et Grechetto.

### Le classicisme néo-vénitien de Ribera

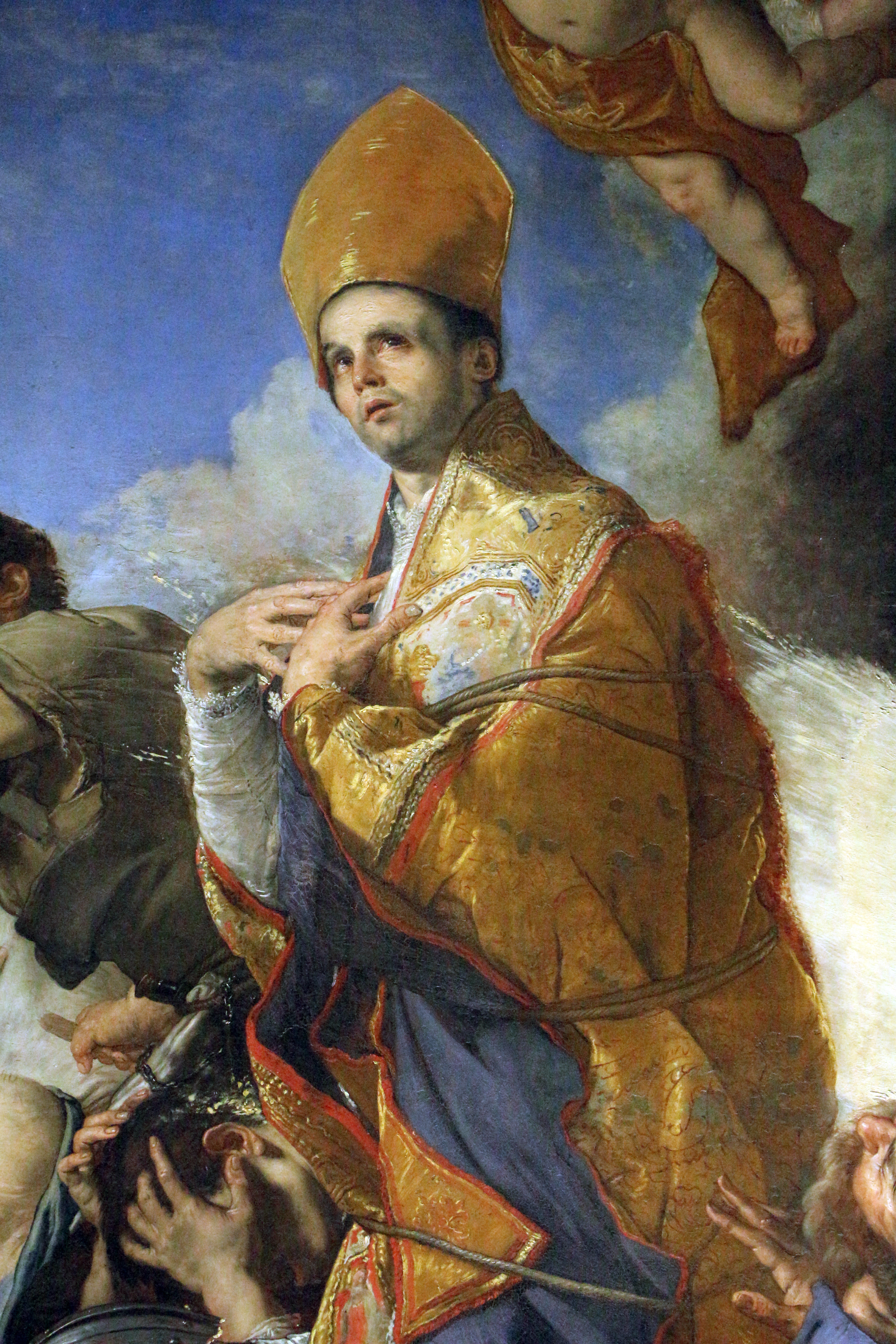
José de Ribera, Saint Janvier sort indemne du four, 1643-1647, chapelle du Trésor de san Gennaro, Naples.

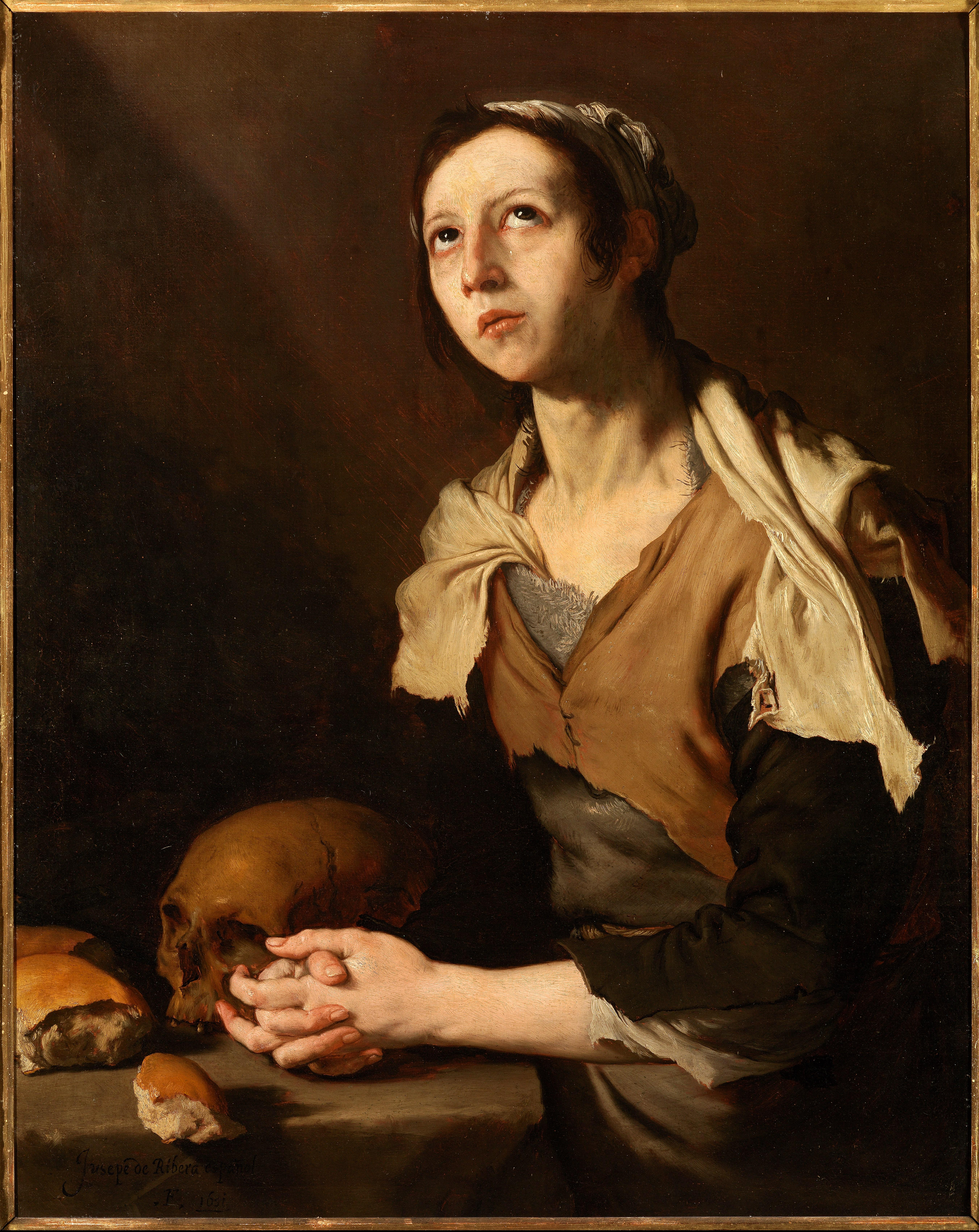
José de Ribera, Sainte Marie l'Egyptienne, 1651, palais Como, Naples.

À partir de 1635, après avoir découvert la nouvelle amnière, José de Ribera est parmi les protagonistes du « tournant pictural » qui affecte la ville, modernisant une fois de plus son style, qui passa du Ténébrisme à celui plus lumineux et ensoleillé, typique du baroque néo-vénitien, qui caractérisera la seconde moitié du XVIIe siècle, composé de couches de couleurs larges et denses, ainsi que de tons chromatiques éclaircis, à la manière de la peinture du Titien et de Paul Véronèse, et qui trouvera également une suite chez les peintres de la génération suivante tels que Mattia Preti et Luca Giordano, qui feront leurs premiers pas précisément dans la mouvance de Ribera.
Dans cette « deuxième phase » de sa vie d'artiste, qu'il suivra jusqu'à sa mort en 1652, Ribera réalise l' Immaculée Conception (1635) pour l'église des Augustinas Descalzas de Salamanque, des toiles à sujets mythologiques, comme les deux contemporaines du Supplice de Marsyas (1637), une dans la collection D'Avalos et maintenant au musée de Capodimonte (qui deviendra un modèle pour les peintres locaux, à tel point que quelques années plus tard, vers 1659, Luca Giordano réalisera également sa propre version comme un éloge au maître espagnol, aussi conservée au musée napolitain) et l'autre aux musées royaux des Beaux-Arts de Belgique, et comme la Vénus et Adonis (1637) du palais Corsini à Rome, la Pietà (1637) pour le chapelle du Trésor de la chartreuse Saint-Martin de Naples, la série des Prophètes (1638-1643) dans l'intérieur de la façade et dans les lunettes de la même chartreuse, Le Martyre de saint Philippe (1639) et Le Rêve de Jacob (1639), tous deux au musée du Prado, l' Infirme (1642) au musée du Louvre à Paris, le Baptême du Christ (1643) au musée des Beaux-Arts de Nancy, Saint Bruno reçoit la règle (1643) pour les Pères Chartreux de Naples, Saint Janvier sort indemne du four (entre 1643 et 1647) pour la chapelle du Trésor de San Gennaro, où il est appelé avec Stanzione pour compléter la série de plaques de cuivre que Le Dominiquin n'a pas pu terminer et qui constitue en fait la seule œuvre picturale « non émilienne » à l'intérieur de la chapelle, ainsi que l'un des plus grands chefs-d'œuvre de la peinture napolitaine du XVIIe siècle, l' Adoration des bergers (1650) au musée du Louvre, la Communion des Apôtres (1651) dans le chœur de l'église de la chartreuse de Saint-Martin, la Sainte Marie l'Egyptienne (1651) du palais Como de Naples, les Saint Jérôme et Saint Sébastien (1651) pour le complexe chartreux de Naples et enfin le Saint Jérôme (1652) du musée du Prado à Madrid.
Avec la survenance de la grande peste de Naples en 1656, presque tous les peintres qui contribuèrent au développement de la peinture napolitaine dans la première moitié du siècle disparaissent, seuls Andrea Vaccaro, Salvator Rosa, Andrea De Lione et Aniello Falcone restent en vie tandis que Giovanni Do, Massimo Stanzione, Pacecco de Rosa, Hendrick van Somer, Onofrio Palumbo, Francesco Fracanzano, Onofrio De Lione, Agostino Beltrano, Bernardo Cavallino trouvent la mort (d'autres sont morts auparavant de causes naturelles, comme Ribera, Vitale, Finoglia, Caracciolo). La seconde moitié du siècle est dominée par le parcours des peintres qui suivent les leçons des maîtres qui ont caractérisé la peinture locale de la première partie du XVIIe siècle, née avec le plus pur caravagisme, qui a ensuite évolué vers le ténébrisme de Ribera et ses disciples, jusqu'à parvenir à un retour au goût classiciste typique du baroque romain et émilien.
Parmi eux, les peintres qui sauront le mieux réinterpréter et ajouter une étape supplémentaire dans l'évolution de la peinture napolitaine sont Mattia Preti, qui s'installe dans la ville de 1653 à 1661, et Luca Giordano, qui, faisant ses premiers pas dans ceux de José de Ribera, présente à la ville le style et les méthodes de la peinture baroque de Pierre de Cortone et de la peinture vénitienne de Paul Véronèse.

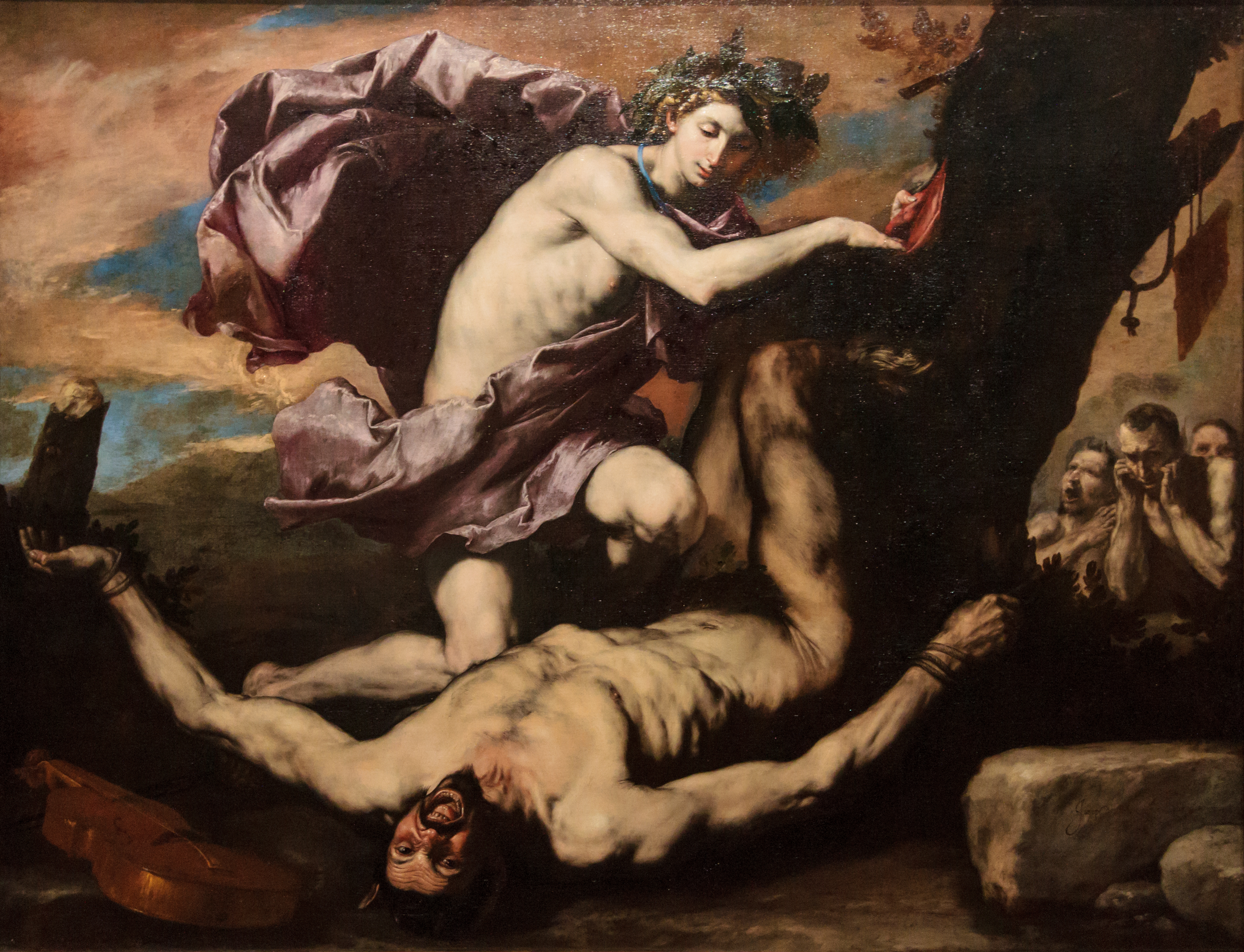
José de Ribera, Le Supplice de Marsyas, 1637, musée de Capodimonte, Naples
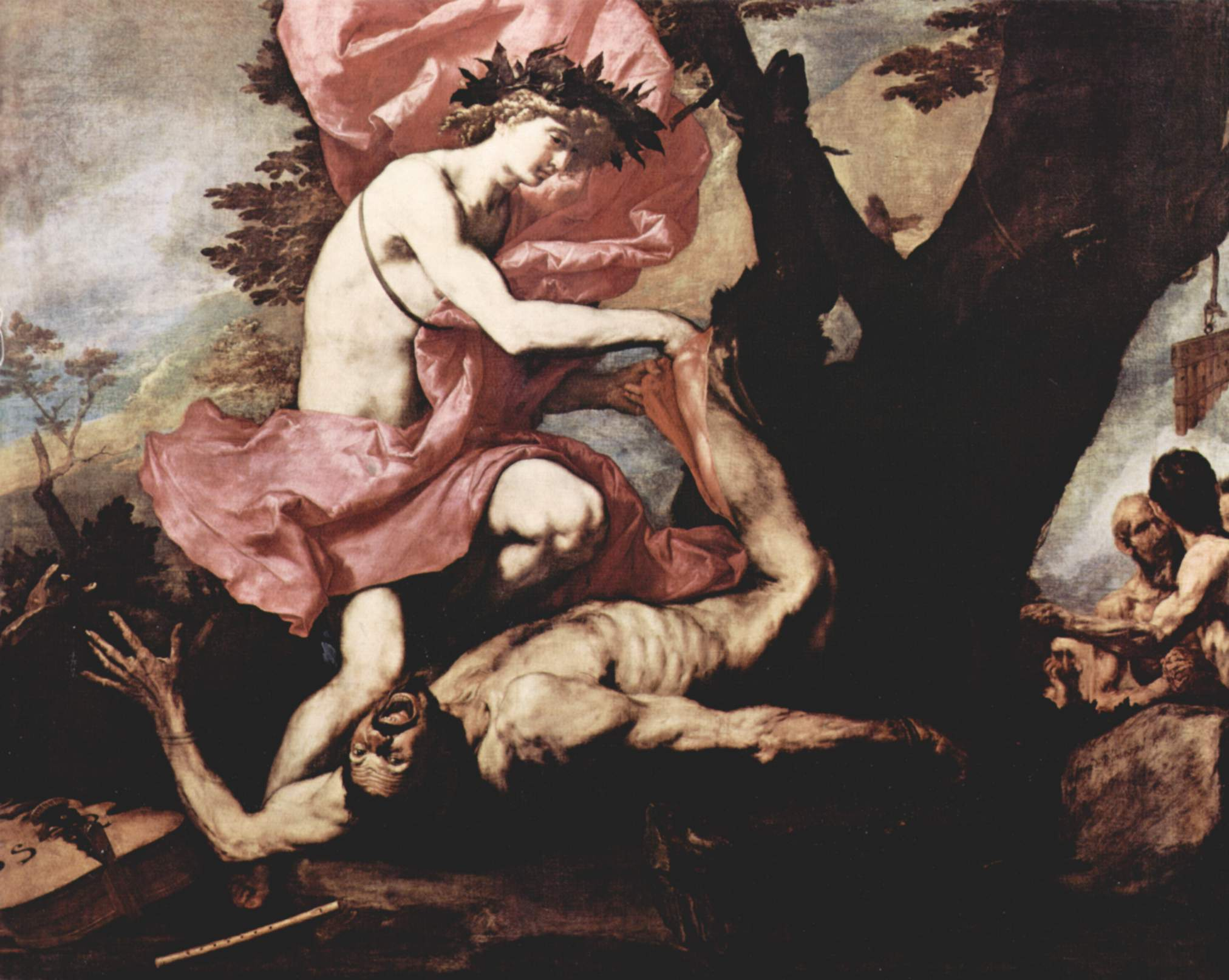
José de Ribera, Le Supplice de Marsyas, musées royaux des Beaux-Arts de Belgique, Bruxelles
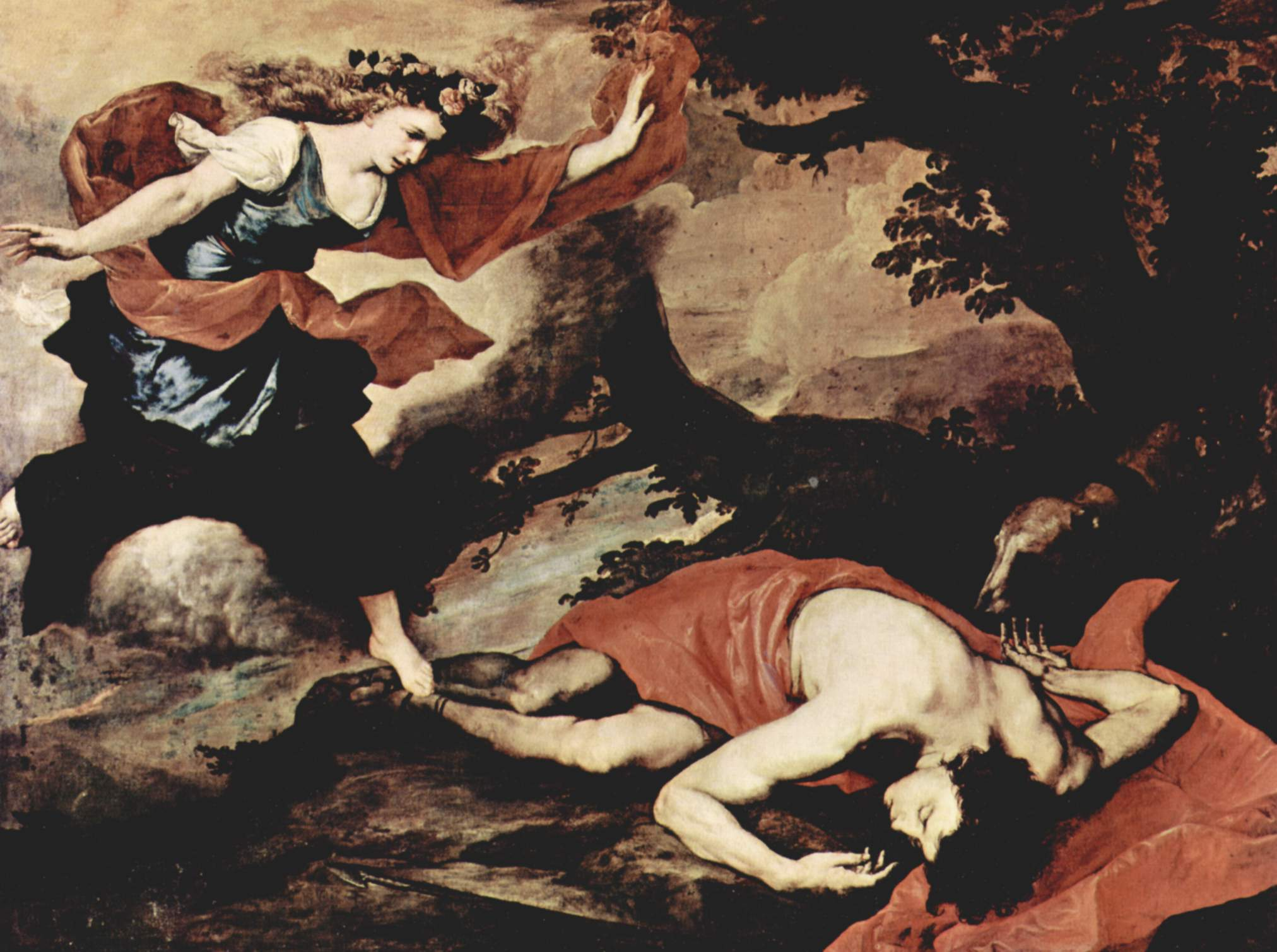
José de Ribera, Vénus et Adonis, 1637, palais Corsini, Rome

## Explosion de la peinture baroque (1656-1700)

### Influence de Mattia Preti
|                                                                                   |  | |
| Mattia Preti, fresque de la Porta San Gennaro, 1656, musée de Capodimonte, Naples |  | Luca Giordano, Saint Gennaro intercède auprès de la Vierge, du Christ et du Père éternel contre la peste 1656, musée de Capodimonte, Naples |

Selon certains historiens, la peste de 1656 a conduit la peinture napolitaine du siècle à un « point zéro », le moment à partir duquel de nouvelles solutions stylistiques apparaissent, qui se réfèrent à des tendances qui ont déjà touché d'autres villes italiennes comme Rome et Venise. Certains peintres se forment dans la première moitié du siècle, notamment Mattia Preti à Rome vers 1630, et Luca Giordano dans les années 1650 dans l'atelier de Ribera, qui commencent leur activité avec la reprise des grands maîtres caravagesques du passé comme Ribera, Caracciolo, Vitale et le Maître de l'Annonce aux bergers. 
Dans la deuxième partie du XVIIe siècle, ils évoluent vers une peinture baroque large et lumineuse, devenant les promoteurs de ces changements et ouvrant l'univers napolitain à l’acceptation d’un nouvel environnement. Si l'on exclut les artistes comme Andrea Vaccaro qui, déjà présents dans la première moitié du siècle, sont restés vivants dans la seconde partie, poursuivant leur activité sans changements stylistiques particuliers, la seconde moitié du siècle est dominée principalement par cinq artistes qui marquent avec leurs œuvres les sommets de la peinture locale de ces années : Mattia Preti, Luca Giordano, Giovan Battista Beinaschi, Paolo de Matteis et Francesco Solimena. Ils sont ensuite rejoints par d'autres artistes locaux qui n'ont pas de renommée extraterritoriale, notamment parce qu'ils sont encore ancrés dans une peinture classique, comme Giacomo Farelli (1629-1706), Francesco di Maria (1623-1690), dont les œuvres les plus importantes se trouvent dans la basilique San Lorenzo Maggiore, et Nicola Vaccaro (1640-1709), ou encore, comme Pietro del Po (1610-1692) et Giacomo del Po (1654-1726), peintres dédiés principalement aux décorations des palais nobles, Andrea Malinconico (1635-1698) et Nicola Malinconico (1663-1721), Giuseppe Simonelli (1650-1710), Michele Ragolia (?-v. 1686) et Giovan Tommaso Fasano (1646 -1716). La reprise de grands cycles de fresques pour la ville et les palais nobles extra-urbains, ainsi que pour les coupoles et les murs des églises, reprenant les voies classiques des années 1630 de Lanfranco et du Dominiquin pendant leurs séjours à Naples, mais aussi en suivant les influences de Pierre de Cortone à Rome et du Tintoret à Venise, caractérise le plus la seconde moitié du XVIIe siècle par rapport à la première moitié, qui s'étendra également tout au long du XVIIIe siècle et qui marquera la véritable explosion du baroque napolitain en termes picturaux, trouvant en Giordano, Beinaschi et Solimena ses plus grands représentants à Naples.

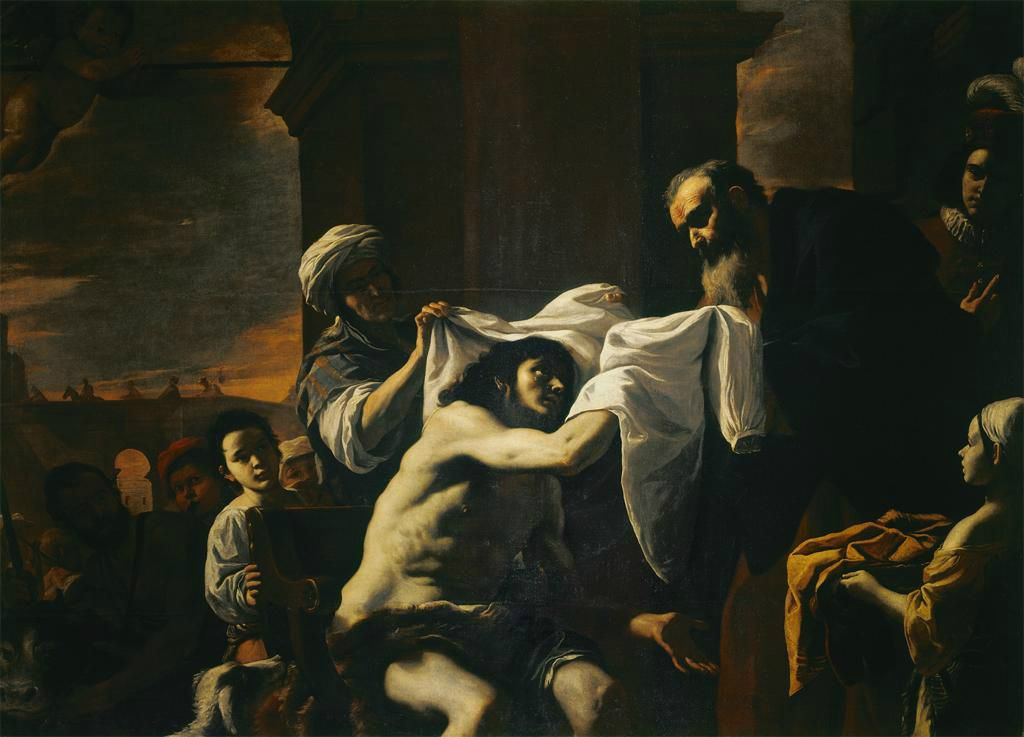
Mattia Preti, Le retour du fils prodigue, 1658, Palais Royal de Naples.

Mattia Preti (1613-1699), peintre calabrais formé à Rome dans le sillage de la peinture romaine du Caravage, arrive à Naples en 1653, introduisant la nouvelle manière de faire de la peinture baroque. Son arrivée marque un véritable moment de transition pour la peinture napolitaine, grâce au fait que son style réussit à réunir dans ses œuvres à la fois les modèles solaires du Corrège et les modèles atmosphériques de la peinture vénitienne du XVIe siècle, ainsi que les modèles naturalistes, ceux de la peinture caravagesque du début du XVIIe siècle. Les peintures des portes de la ville sont celles sur lesquelles se retrouvent ces caractéristiques stylistiques et constituent les principales commandes du peintre une fois à Naples, pour lesquelles il doit exécuter des fresques avec des scènes votives pour la peste de 1656, dont il ne reste aujourd'hui que celles de la Porta San Gennaro et plusieurs esquisses préparatoires au musée de Capodimonte, les cycles de la coupole de l'église de San Domenico Soriano (perdus), pour lesquels il exécute également Saint Nicolas de Bari (vers 1653), Judith et Holopherne et Saint Jean-Baptiste (tous deux vers 1653-1656), Le Retour du fils prodigue (vers 1656), la Madone de Constantinople (1656), Saint Sébastien (vers 1657), le Banquet d'Absalom, Belshazzar (tous deux entre 1660 et 1665), tous conservés au musée de  Capodimonte, puis une autre version du Retour du fils prodigue (1658) au Palais Royal de Naples, mais aussi la série de toiles exécutées pour le plafond de l'église de San Pietro a Majella avec les Épisodes de la vie de saint Pierre Célestin et de sainte Catherine d'Alexandrie, commencés en 1657 et terminés en 1673, avec les dernières œuvres envoyées alors qu'il est déjà à Malte, réalisant l'un des sommets de peinture italienne du XVIIe siècle,.

### Le baroque de Luca Giordano

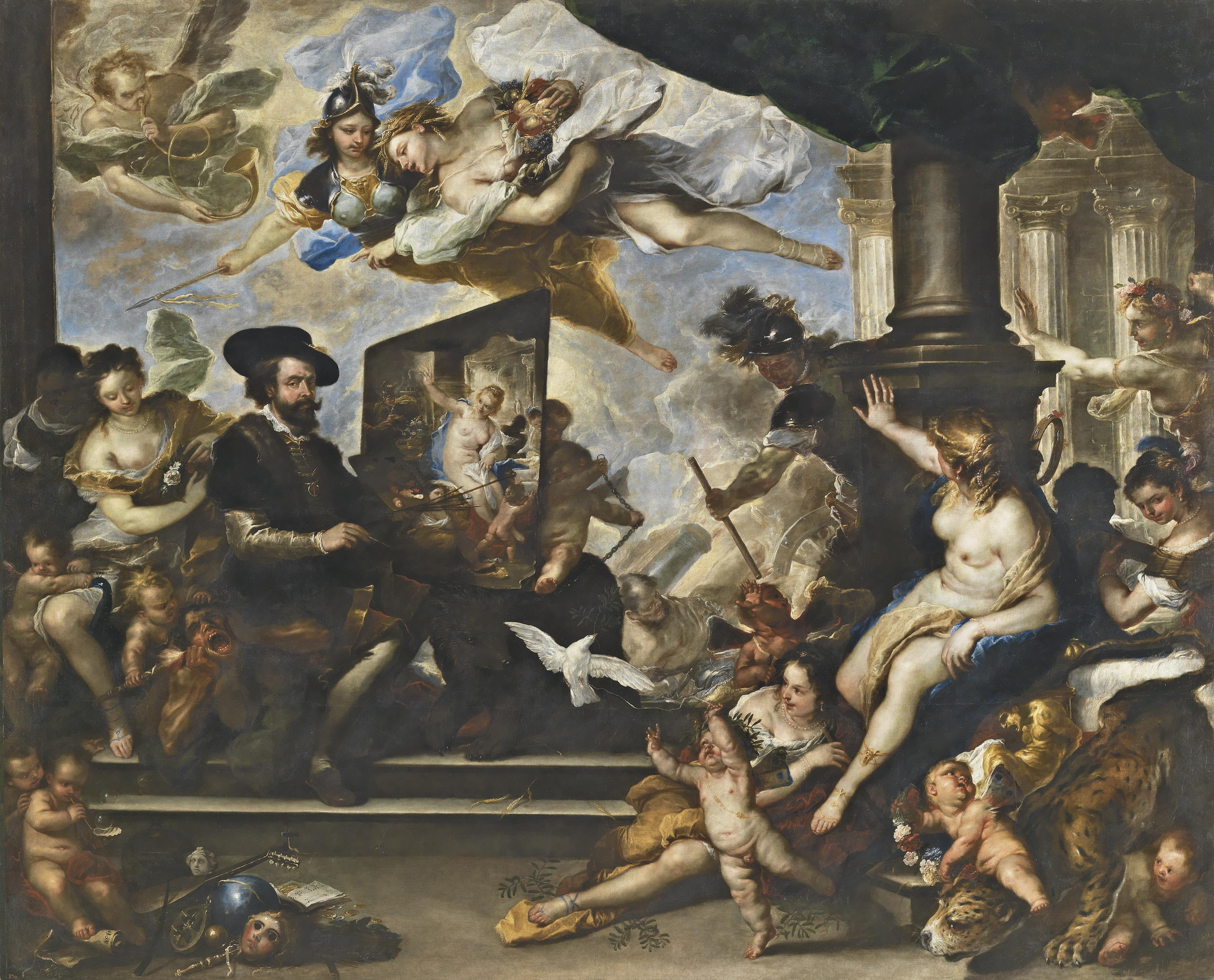
Luca Giordano, Rubens peignant l'allégorie de la paix, 1660, musée du Prado, Madrid.

La rencontre entre Mattia Preti et le jeune Luca Giordano (1634-1705) a lieu à Naples, ce qui revêt une importance particulière pour tous deux car elle est la source d'un échange d'influences stylistiques pour les deux. Giordano compte parmi les peintres napolitains les plus importants et parmi les plus prolifiques de tous les temps, un artiste ayant eu une longue activité du point de vue pictural avec à son actif environ trois mille tableaux. Son style évolue constamment grâce aux voyages qu'il entreprend à plusieurs reprises au cours de sa vie à Rome et à Venise, à travers lesquels sa façon d'appréhender la peinture prend une forme dynamique et émouvante, dépassant ainsi la tradition du caravagisme et inaugurant l'art du baroque le plus explosif, aux couleurs vives, qui fait également référence à l'étude magistrale de la peinture vénitienne dont il assimile les coups de pinceau nuancés et rapides et à celle des auteurs classiques du XVIe siècle, comme Raphaël, Annibale Carracci et Michel-Ange.

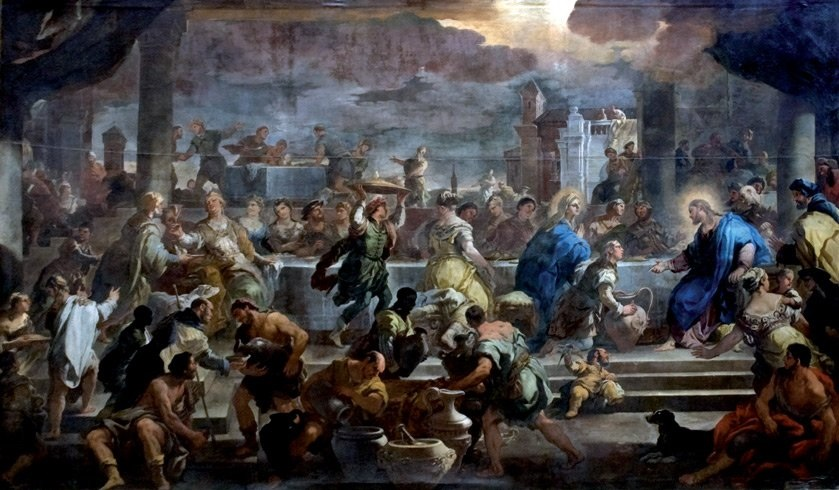
Luca Giordano, Les Noces de Cana, 1705, église Santa Maria Donnaregina Nuova, Naples.

Le style de Giordano s'étend donc du caravagisme de José de Ribera, aux méthodes duquel les toiles de ses premières années remontent, comme la série des Philosophes datant d'environ 1650, la plupart dans des collections privées, un exemple étant conservé dans la galerie du palais Barberini à Rome, très semblable aux figures représentées par le maître espagnol dans les Cinq sens, Le Christ et la femme adultère (1653) de l'église de Pio Monte della Misericordia, mais aussi à autres peintures ultérieures du maître à thème mythologique, comme Apollon et Marsyas (1659), au musée de Capodimonte, véritable hommage à la version du même sujet de Ribera, ou à des peintures proches des manières de Titien et Rubens, par exemple dans les toiles espagnoles, vénitiennes et napolitaines peintes entre 1657 et 1660, comme celles de l'église de l'Ascension de Chiaia, où il exécute l' Archange Michel battant les anges rebelles, sujet qu'il répète ensuite plusieurs fois au cours de sa vie, dont les versions les plus connues sont une dans la chapelle du château Sant'Elmo et deux, aux influences vénitiennes, à la Gemäldegalerie (Berlin) (1663) et au musée d'Histoire de l'art de Vienne (vers 1666). Il réalise la Sainte Famille avec des symboles de la passion (1660) pour l'église San Giuseppe delle Scalze a Pontecorvo ; il peint les somptueux tableaux des Saints patrons de Naples adorant le crucifix ( vers 1660) et de San Gennaro intercédant auprès de la Vierge, du Christ et du Père éternel contre la peste (vers 1656) pour l'église Santa Maria del Pianto (Naples) ; il réalise l' Aumône de saint Thomas de Villanova (1658) pour l'église Sant'Agostino degli Scalzi, au baroque lumineux de Pierre de Cortone, qui se manifeste dans un grand nombre d'œuvres à thème mythologique commandées par des nobles locaux, comme celles de la collection D'Avalos, ou comme le Saint Alexis mourant (1660) pour l'église de l'Anime del Purgatorio ad Arco, qui rappelle clairement la version de Cortone de 1638 pour l'Église des Girolamini, et au style de composition de Paul Véronèse, dont il assimile l'architecture et les scènes animées des banquets et des dîners, comme dans Les Noces de Cana (1663) au musée San Martino, le Crucifiement de saint Pierre des galeries de l'Académie de Venise, la Madone du Baldacchino (1686), au musée de Capodimonte, et dans les deux grandes toiles des Noces de Cana et de la Multiplication des Pains et des Poissons, toutes deux signées et datées de 1705 pour l'église Santa Maria Donnaregina Nuova, considérées comme ses dernières œuvres.

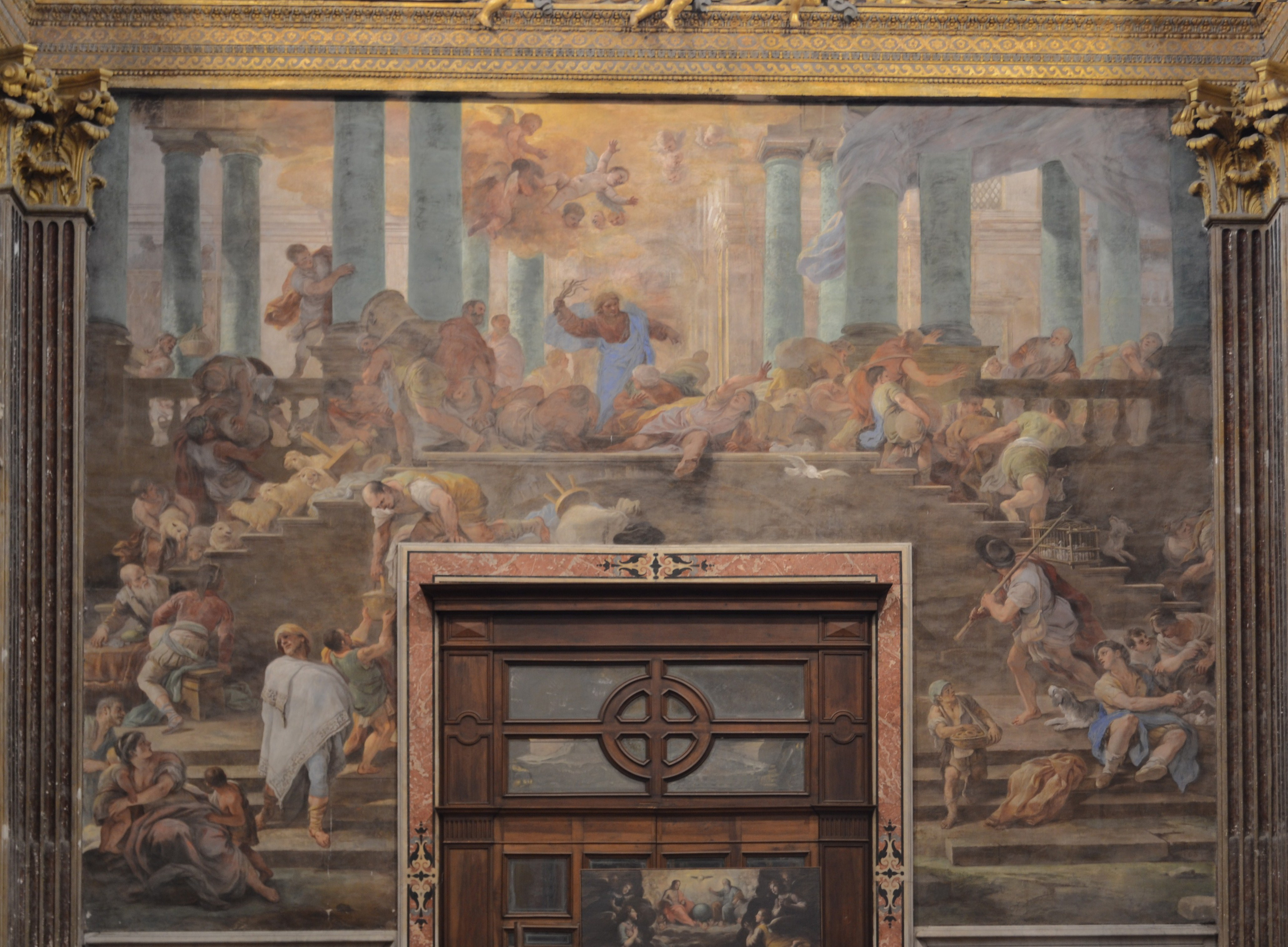
Luca Giordano, Expulsion des marchands du Temple, 1684, église des Girolamini, Naples.

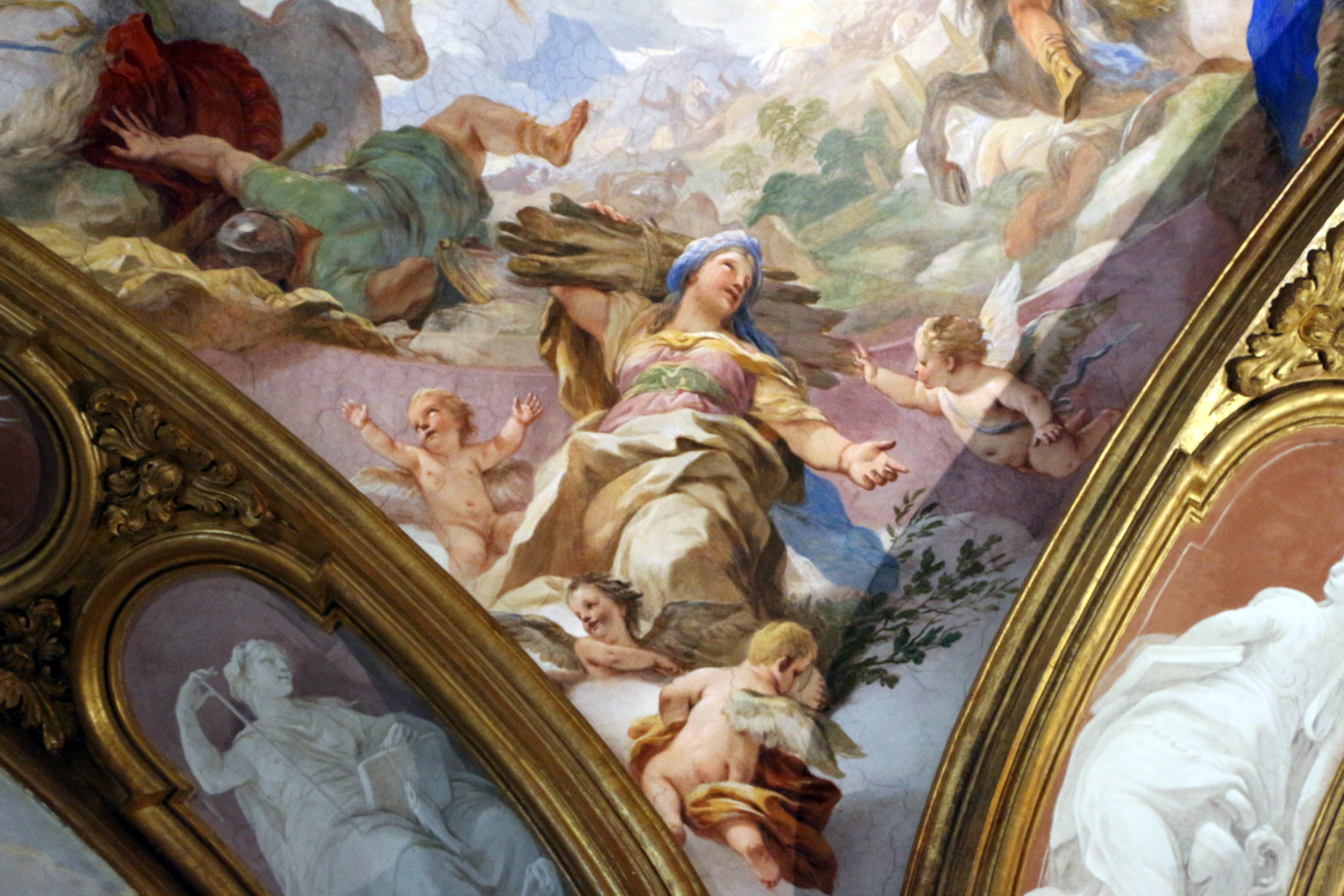
Luca Giordano, détail du Triomphe de Judith, 1703, chartreuse Saint-Martin de Naples.

À partir des années 1670 et jusqu'à sa mort en 1705, Giordano se distingue surtout par une série de grands cycles de fresques à Naples, Florence et en Espagne, qui constituent certaines de ses œuvres les plus importantes, et qui seront également des modèles de référence pour les grands cycles de fresques ultérieurs de Solimena, Paolo de Matteis, Francesco de Mura et d'autres artistes du XVIIIe siècle, et qui comptent parmi les plus hautes réalisations de la peinture baroque en Italie. Dans ces années, il réalise les fresques de l'église Santa Brigida (Naples), avec l' Apothéose de sainte Brigida et le Paradis (1678), et entre les fenêtres de la coupole, les Docteurs de l'Église et les Évangélistes, avec Jaele, Deborah, Judith en bas et Sareftana. Dans l'église San Gregorio Armeno, en plus des Histoires de San Benedetto dans les soffites des chapelles latérales (1679-1681), il exécute dans la coupole (selon les leçons de Giovanni Lanfranco) la Gloire de saint Grégoire (1671), dans les corbeaux Moïse, Giosuè, Melchisédek et Ruth (1679-1681). Il réalise encore des cycles sur l'intérieur de la façade de l'église des Girolamini, avec la grande scène de l'Expulsion des marchands du Temple (1684), et dans le chœur du couvent de l'église Santa Maria Donnaregina Nuova Jaele tuant Sisera avec le piquet, Sainte Marguerite et le dragon et Le roi David (1687), qui restent lisibles. Il intervient en 1682 dans la chapelle Corsini de l'église Santa Maria del Carmine (Florence), où il représente Saint Andrea Corsini dans la gloire du Paradis et les quatre vertus, tandis qu'entre 1682 et 1685, dans la galerie des miroirs du palais Medici-Riccardi, il représente des Histoires mythologiques et, au centre de la voûte, Jupiter et l'Apothéose des Médicis. Il séjourne en Espagne entre 1692 et 1702, où il exécute de grandes fresques dans le monastère de l'Escurial, avec des cycles dans l'escalier d'entrée où se trouve l' Apothéose de la dynastie espagnole, ainsi que dans la chapelle royale, dans la sacristie de la cathédrale Sainte-Marie de Tolède, au palais royal de Madrid et au palais royal d'Aranjuez. À partir de 1703,  il est de retour à Naples où il conclut son activité en complétant les sous-arches et la voûte de la petite coupole de la chapelle du Nouveau Trésor de la chartreuse Saint-Martin, ses dernières fresques avec les Contes et le Triomphe de Judith.
Le peintre turinois Giovanni Battista Benaschi (1636-1688), débutant lui aussi avec des peintures caravagesques proches des modes de Ribera et alignées sur la peinture de Giovanni Lanfranco (qu'il connait pendant ses séjours à Rome), s'installe dans la ville en 1664 où il laisse des fresques pour les églises locales. Les fresques pour l'église Santi Apostoli de Naples figurent Parmi ses commandes les plus importantes, où il exécute la fresque du Paradis à l'intérieur de la coupole que Lanfranco n'a pas pu terminer en 1647 à cause des émeutes , les fresques avec le Paradis, les Histoires de la Vierge et les Évangélistes dans la basilique Santa Maria degli Angeli a Pizzofalcone, celles avec les Histoires de l'Ancien Testament et la Passion du Christ dans le chœur de l'église du Gesù Nuovo de Naples, la Gloire du nom de Marie pour l'église Santa Maria in Portico, d'autres pour certaines chapelles de l'église Santa Maria la Nova et enfin pour celles des Girolamini, où il peint les Saints le long des arcs des chapelles latérales et la Gloire de saint Philippe Neri dans la voûte de la sacristie.

### Fin de la période

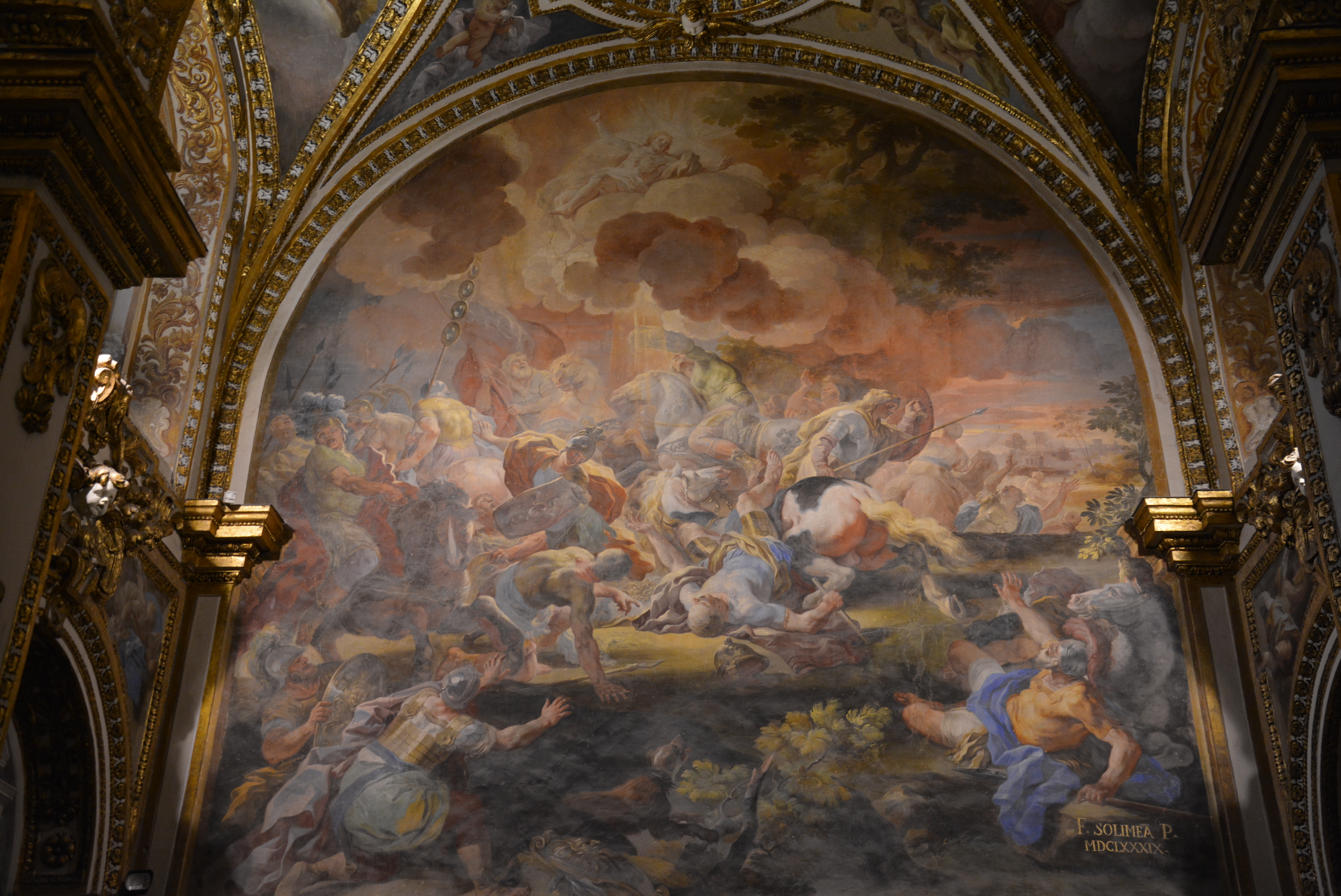
Francesco Solimena, Chute de saint Paul, vers 1690, sacristie de San Paolo Maggiore, Naples.

Mattia Preti et Luca Giordano sont donc, dans un panorama artistique local presque statique, les seuls auteurs qui réussissent à lancer un nouvel âge artistique dans la ville qui, s'il ne trouve pas d'artistes capables d'assimiler les formules et d'actualiser le phénomène au XVIIe siècle, à la fin du siècle et surtout pendant une grande partie du XVIIIe siècle, se retrouve chez Francesco Solimena (1657-1747) et chez Paolo De Matteis (1662-1728), à qui s'ajoute Francesco De Mura (1696-1782), les principaux représentants d'une peinture à tendance giordanienne révisée dans une tonalité poétique et théâtrale, entre classicisme et baroque, caractérisée par des représentations essentiellement profanes et mythologiques, par la monumentalité ordonnée de la composition et la clarté formelle de l'image de l'individu, qui rencontrent un énorme succès et qui dominent sur toute la peinture de style napolitain du XVIIIe siècle jusqu'à ce qu'il culmine dans le style rococo napolitain.
Il convient de mentionner les cycles de fresques de Solimena dans le chœur du couvent de l'église Santa Maria Donnaregina Nuova vers 1684, avec la Vie de saint François et les saints Andrea, Gennaro et Bartolomeo, et la grande scène frontale du Miracle des Roses, qui constitue en fait la première fresque à grande échelle du peintre. En 1690, les cycles de la sacristie de l'église San Paolo Maggiore, avec des Anges, Allégories, Vertus, la Chute de saint Paul et Simon le Mage sur les grandes façades, sont également parmi les principales œuvres expressives des débuts de l'artiste napolitain. Les fresques de l'église San Nicola alla Carità datent entre 1696 et 1697, avec des épisodes de la Vie de saint Nicolas dans les compartiments centraux de la voûte, avec des Vertus et des Apôtres dans les parties latérales près des fenêtres, ainsi que Le Sermon de saint Paul et Le Sermon de saint Jean-Baptiste sur les côtés de la fenêtre de l'intérieur de la façade. De Matteis réalise des ouvrages entre 1695 et 1698 pour l'église San Ferdinando (Naples), en particulier les fresques de la voûte avec les Vertus dans les corbeaux et le Triomphe de la religion sur l'hérésie par saint Ignace de Loyola, saint François Xavier, saint François Borgia et les trois martyrs japonais au centre de la nef, et ceux signés et datés 1699 pour la pharmacie de la chartreuse Saint-Martin, avec des fresques de la Vertu et sur la voûte Saint Bruno intercédant auprès de la Vierge pour l'humanité souffrante.

## Natures mortes
Au cours du XVIIe siècle, les innovations dans la peinture locale concernent également les natures mortes, qui, à partir des années 1630 et tout au long du XVIIe siècle et jusqu'au XVIIIe siècle, connaissent un succès notable auprès de la clientèle aristocratique napolitaine. Plusieurs artistes brillent dans ce style, toujours basés sur l'approche naturaliste typique du caravagisme qui caractérise les trente premières années du siècle, certains d'entre eux étant des maîtres du genre, parfois aussi recherchés par les peintres de scènes, comme Caracciolo, Sellitto, Giordano ou Solimena, pour représenter des œuvres « in posa » dans leurs compositions.

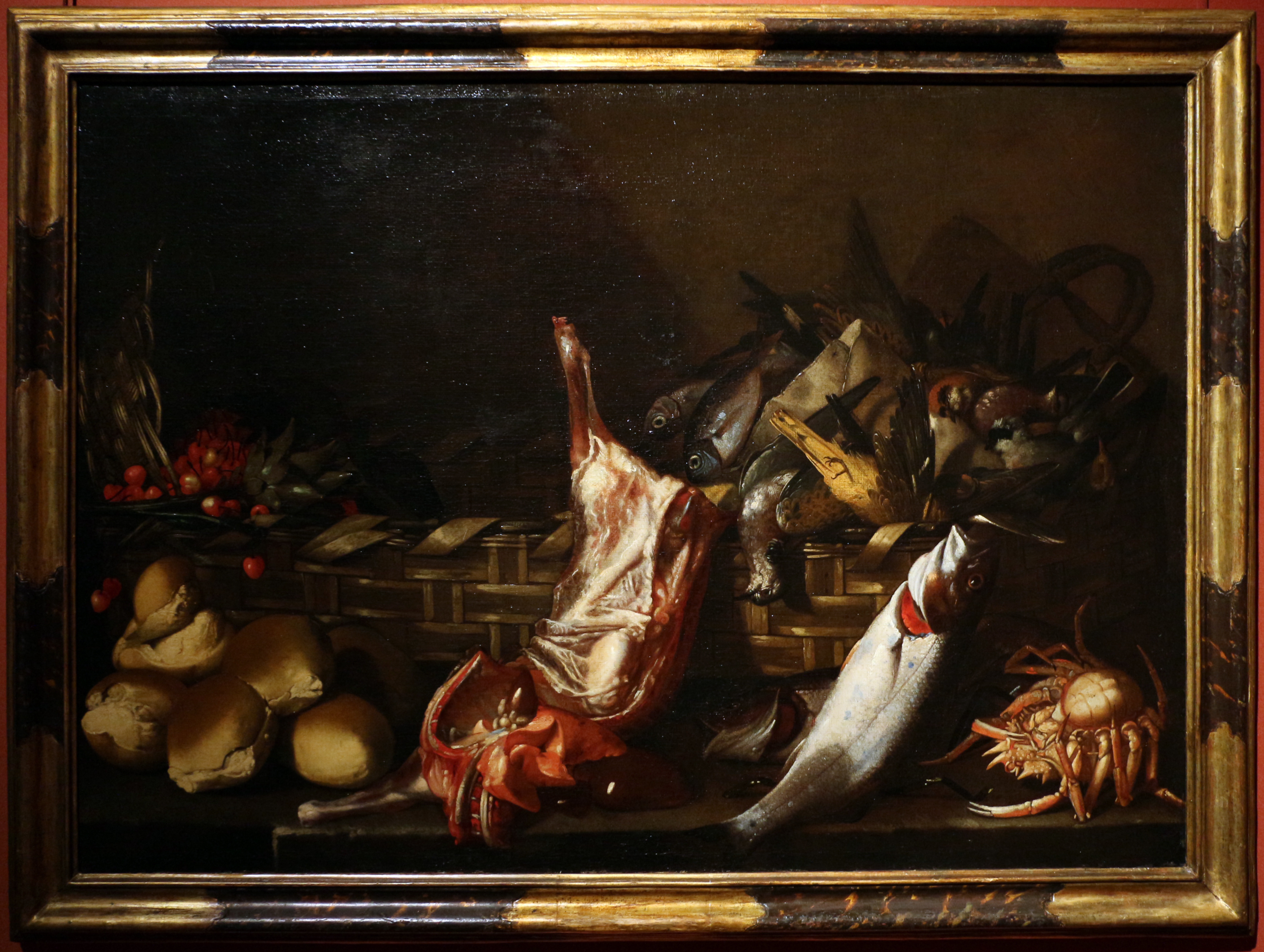
Giovan Battista Ruoppolo, Nature morte avec du pain, des fruits, du gibier et du poisson, 1665-1670, Galeries du palais Zevallos, Naples.

Parmi les auteurs spécialisés dans les natures mortes, qui ont réussi à trouver plus ou moins de succès dans le milieu napolitain en se spécialisant exclusivement dans ce genre pictural, figure Luca Forte (1600/1605-1670), qui est en fait le premier auteur natif de natures mortes à Naples. La famille Recco, avec Giacomo Recco (1603-1654), son peut-être frère Giovan Battista Recco et son fils Giuseppe Recco (1634-1695), est spécialisée dans les natures « in posa » vues depuis les intérieurs de cuisine, tandis que Giuseppe figure également parmi les collaborateurs de la nature morte dans les peintures d'autres artistes tels que Giordano et Solimena. Parmi les autres artistes spécialisés, figurent Giovanni Battista Ruoppolo (1629-1693), Paolo Porpora (1617-1673), auteur de natures mortes qui se caractérisent principalement par la présence de poissons et autres éléments marins au sein de ses compositions, et enfin Andrea Belvedere (1646/1652-1732), dont Ipomée et boules de neige (1680) est conservé au musée de Capodimonte.

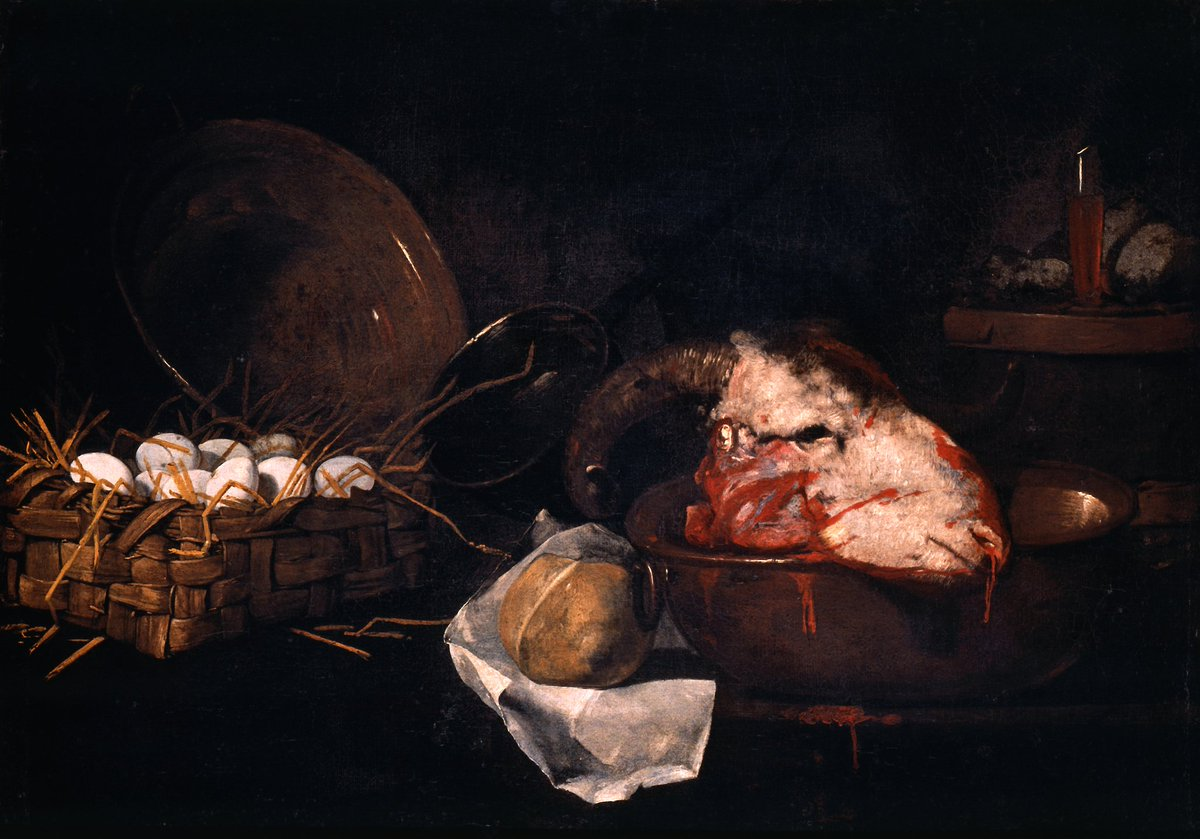
José de Ribera, Intérieur de cuisine avec tête de chèvre, vers 1650, musée de Capodimonte, Naples.

A côté de ce groupe de peintres spécialisés sur ce thème, un nombre considérable de peintres de peintures « ordinaires », de sujets sacrés ou profanes, décident néanmoins de s'essayer à des natures mortes autonomes ou insérées dans des contextes plus larges, à l'intérieur de scènes de leurs propres peintures, comme Aniello Falcone, Andrea De Lione, le Maître de l'Annonce aux bergers, mais surtout José de Ribera, qui est également parmi les peintres les plus heureux dans ce genre. Ses débuts dans la création de natures mortes sont visibles dans ses compositions sacrées et profanes dès 1626, où il les utilise comme élément « décoratif » d'une scène d'ensemble plus vaste, comme dans San Girolamo et l'ange du Jugement, Silène ivre, tous deux au musée de Capodimonte. Il continue également dans le Départ de Jacob (1637) au musée du Prado et dans l' Adoration des bergers (1650) au Louvre. Il n'existe pas d'informations précises concernant un catalogue établi d'œuvres de natures mortes, également en raison de conflits d'attribution avec Giuseppe Recco. La seule œuvre qui est affectée à la main du peintre espagnol presque unanimement par les critiques officiels, est celle du musée de Capodimonte, Intérieur d'une cuisine avec une tête de chèvre, datant d'environ 1650 et dont existe des similitudes avec une autre œuvre considérée comme « in posa », la Tête du Baptiste (1646) conservée au musée civique Gaetano Filangieri du palais Como.

## Peintures de paysages et scènes de bataille

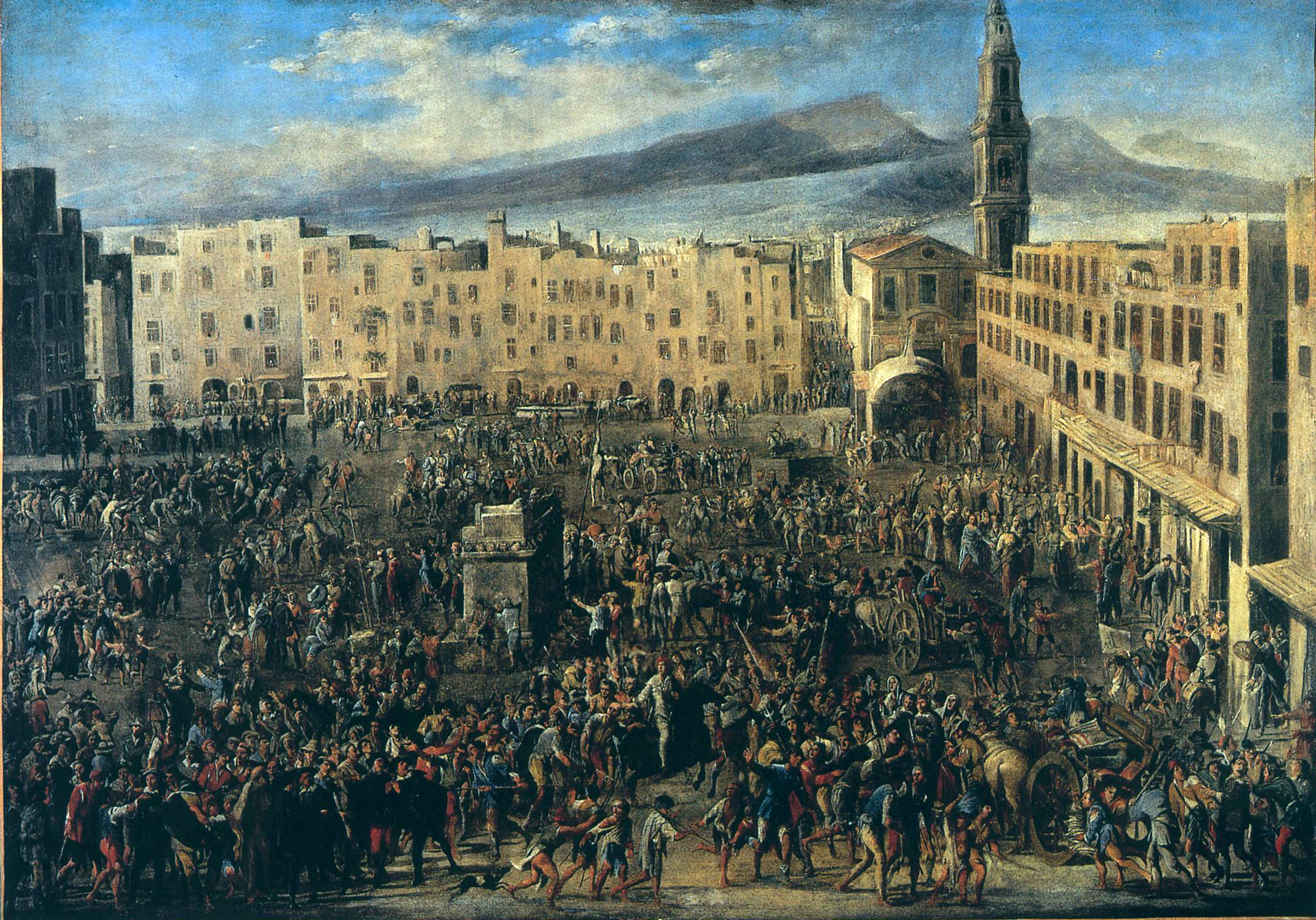
Micco Spadaro, Piazza del Mercato pendant la révolte de Masaniello, entre 1648 et 1652, musée San Martino, Naples.

La peinture de paysage et de scènes de bataille possède également un caractère propre dans le contexte pictural napolitain du XVIIe siècle. José de Ribera figure parmi les principaux représentants de ces genres, avec des scènes de paysage pour la collection du comte de Monterrey aujourd'hui au musée de Madrid ; Micco Spadaro (1609/1612-1675) se fait connaître pour ses deux « cycles thématiques » dans ses compositions, parfois repris dans une synthèse parfaite comme dans le cas de la toile de 1656 de l' Action de grâce après la peste (1657) au musée San Martino, ou celles des paysages et des vues architecturales, avec la Villa de Poggioreale, les Histoires bibliques, les Histoires de chartreux, ces deux dernières de 1642 et toujours au musée de San Martino, dans lesquelles il représente, avec les pièces des appartements du prieur, de précieuses scènes de paysages et de vie des chartreux, et des événements contemporains, y compris divers châtiments et des scènes de justice de rue, mais surtout la Révolte de Masaniello de 1647 et l' Éruption du Vésuve de 1631 (tous deux toujours au musée San Martino) ; Salvator Rosa (1615-1673), né à Naples et actif dans cette ville, mais travaillant surtout pour l'aristocratie de Rome et de Florence, personnalité aux multiples facettes qui, comme Spadaro, abandonne le baroque et la peinture de genre pour se consacrer aux thèmes les plus disparates, des batailles à l'art sacré jusqu'à sa dernière mais fondamentale production de paysages sauvages et fantastiques au goût romantique, particulièrement appréciés également par la clientèle aristocratique de l'Europe du Nord.

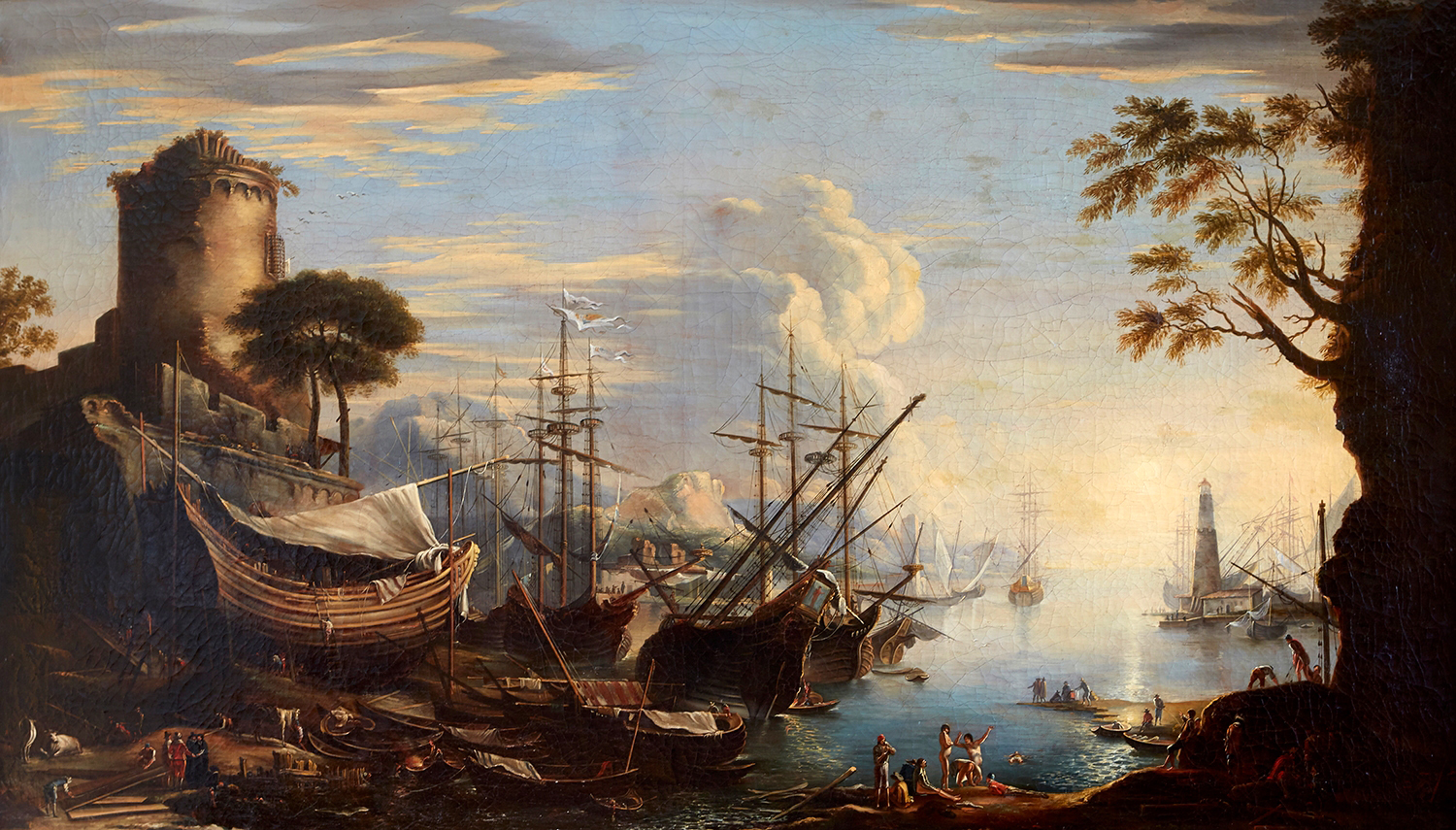
Salvator Rosa, Marine de port, 1640, Galerie Palatine, Florence.

Antonio de Bellis, les frères Onofrio et Andrea di Lione, se distinguent pour les représentations de batailles, dont Onofrio qui travaille exclusivement à la fresque, avec des scènes pour la sacristie de l'église dei Santi Severino e Sossio ; Aniello Falcone se consacre aux scènes de bataille dans la deuxième partie de sa vie artistique, avec d'excellents résultats dans ce cas également.
Didier Barra (1590-1652), peintre français actif à Naples à partir de 1630, se singularise avec ses vues de la ville « de loin », parfois depuis la mer, mais surtout « à vol d'oiseau ». Certaines de ses œuvres sont rassemblées au musée San Martino tandis qu'une de ses vues du dessus de la ville est dans l'église de la Trinità dei Pellegrini, incluse dans le tableau d'Onofrio Palumbo de San Gennaro intercède pour Naples auprès de la Trinité contre la colère divine (1652).